# ミスiD
ミスiD（ミスアイディー、miss iD）は、講談社が主催し、2012年から2021年まで開催されていた見た目やジャンル、ジェンダーロールに捉われず、新しい時代をサバイブする多様な女性のロールモデルを見つけるオーディション・プロジェクト。

## 概要
講談社は1982年からおよそ30年（休止期間を含む）の間、『週刊少年マガジン』と『週刊ヤングマガジン』が主催するミスコンテストでグラビアアイドルの「ミスマガジン」を選出しているが、2012年から新企画出版部が主催するオーディション形式のコンテストを開始する。ミスマガジンの休止は2012年7月7日放送『開運音楽堂』（TBSテレビ）で伝えられた。このような経緯もあり当初はミスマガジンに代わるオーディションとして位置付けられたが、実際はまったくの新しいオーディションであり、2018年にミスマガジンが復活して以降も2021年まで開催を継続していた。
2014年に行われたミスiD2015まで「ミスiD（アイドル）」と表記されていたが、ミスiD2016以降は、「iD」は「アイディー」という呼び方で統一され、「アイデンティティ」と「アイドル」、「i」（私）と「Diversity」（多様性）を表すと再定義している。ミスiDを立ち上げ実行委員長を務めるのは、編集者で、『妄撮』シリーズのプロデューサー「妄撮P」でもあった小林司で、選考委員も兼務する。書類とカメラテストによる一次、二次選考のあと「セミファイナリスト」として公式ホームページにて公開され、そのあとは、初年度からミスiD2015まではプロジェクト・アマテラス上の掲示板、ミスiD2016以降ではCHEERZおよびTwitter上でのアピールなどで応募者の個性を一定期間観た上で評価し、ファイナリストの中から、選考委員全員による協議により、「ミスiDグランプリ」、毎年10名程度の「ミスiD」本賞（ミスiD2014以降は一般投票で1位を獲得した者は協議を経ずに受賞）、そのほか複数の個性的な賞や各選考委員による個人賞などを決定する。「ミスiDグランプリ」はミスiD2013では当初設けられていなかったが、玉城ティナが「ほかの入選者と圧倒的な差があり『グランプリ』とするにふさわしい」とする選考委員の意見により選出、以降常設されている。グランプリが複数（ミスiD2015の金子理江と水野しずなど）選出されたり、準グランプリ（ミスiD2016の菅本裕子など）が選出される年もある。
ミスiD2020までは概ね毎年、前年春からエントリー開始、前年夏～秋にグランプリが発表されていたが、ミスiD2021からは前年夏にエントリー開始、当年春にグランプリが発表されるようになった。
他のコンテスト、ミスコンなどとの違いを小林は「ジャンルやルックス、古い"女の子らしさ"に囚われず、ネガティブでも多少のコンプラからはみ出してても、時代をこじ開けるかもしれない新しさやとんでもないプラス要素が一点あればそれを断固評価する」と述べている。小林によるミスiD初期の定義文は「歌って踊れなくても、金髪でも、引きこもりでも、誰かの明日を元気にできれば、それはもう誰かのアイドル」だった。

## 歴代受賞者・選考委員

### ミスiD2013
- キャッチコピー：明日のアイドルの話をしよう。
- 応募資格：1987年4月2日 - 1999年4月1日生まれの未婚女性で、プロかアマかは問わない。
- 応募期間：2012年3月1日 - 2012年5月13日
- 受賞者発表：2012年7月13日
- 選考委員：宇野常寛、大郷剛、草野絵美、小林司、島田陽一[注 2]、丹羽多聞アンドリウ（BS-TBS）、中村貞裕、もふくちゃん、山崎まどか、吉木りさ
- 応募者数526名、一次審査通過者39名、ファイナリスト20名（応援ウェブサイト投票上位7名、選考委員選出13名）

| ミスiD2013グランプリ | 玉城ティナ                                                                 |
| ミスiD2013           | 大場はるか、かえひろみ（受賞時は「夏江紘実」）、木下綾菜、塚本波彩、西田藍 |

| セミファイナリスト39名→ファイナリスト20名 | セミファイナリスト39名→ファイナリスト20名 | セミファイナリスト39名→ファイナリスト20名 | セミファイナリスト39名→ファイナリスト20名          |
| #                                         | セミファイナリスト選出時点での名義        | 受賞                                      | 備考                                               |
| ----------------------------------------- | ----------------------------------------- | ----------------------------------------- | -------------------------------------------------- |
| 22                                        | 玉城ティナ                                | ミスiD2013グランプリ                      |                                                    |
| 7                                         | 大場はるか                                | ミスiD2013                                | 元ジュニアアイドル drop→ナナランド（2014年8月 - ） |
| 9                                         | 夏江紘実                                  | ミスiD2013                                | 2017年4月、「かえひろみ」に改名                    |
| 12                                        | 木下綾菜                                  | ミスiD2013                                | さんみゅ〜β→さんみゅ〜（2012年7月 - 2020年3月）    |
| 23                                        | 塚本波彩                                  | ミスiD2013                                | 2015年9月、THE OUTSIDER第37戦に参戦                |
| 25                                        | 西田藍                                    | ミスiD2013                                |                                                    |
| 3                                         | 安藤遥                                    | ファイナリスト                            |                                                    |
| 5                                         | 入矢麻衣                                  | ファイナリスト                            |                                                    |
| 8                                         | 乙川郁                                    | ファイナリスト                            |                                                    |
| 10                                        | 笠原美香                                  | ファイナリスト                            |                                                    |
| 13                                        | 小池花瑠奈                                | ファイナリスト                            | 「松宮なつ」に改名                                 |
| 18                                        | 杉山志穂                                  | ファイナリスト                            | 受賞後「小鳥遊しほ」に改名                         |
| 19                                        | ソニア                                    | ファイナリスト                            |                                                    |
| 21                                        | 谷一歩                                    | ファイナリスト                            |                                                    |
| 27                                        | 星名里香                                  | ファイナリスト                            |                                                    |
| 29                                        | 松尾和                                    | ファイナリスト                            |                                                    |
| 30                                        | 松雪なな                                  | ファイナリスト                            |                                                    |
| 37                                        | ゆづか姫                                  | ファイナリスト                            |                                                    |
| 39                                        | 脇山愛                                    | ファイナリスト                            |                                                    |
| 1                                         | 青山亜美                                  | セミファイナリスト                        |                                                    |
| 2                                         | 天野麻菜                                  | セミファイナリスト                        |                                                    |
| 4                                         | 井澤愛巴                                  | セミファイナリスト                        |                                                    |
| 6                                         | 内野未来                                  | セミファイナリスト                        |                                                    |
| 11                                        | 奏さやか                                  | セミファイナリスト                        | clipclip（2012年9月 - 2018年3月）                  |
| 14                                        | 小森未彩                                  | セミファイナリスト                        | A応P（2012年9月 - 2015年7月）                      |
| 15                                        | 小林由莉                                  | セミファイナリスト                        |                                                    |
| 16                                        | 里美黎                                    | セミファイナリスト                        |                                                    |
| 17                                        | 下田ありさ                                | セミファイナリスト                        |                                                    |
| 20                                        | 竹田早織                                  | セミファイナリスト                        |                                                    |
| 24                                        | 寺口智香                                  | セミファイナリスト                        |                                                    |
| 26                                        | 桃瀬あゆみ                                | セミファイナリスト                        |                                                    |
| 28                                        | 松尾朱莉紗                                | セミファイナリスト                        |                                                    |
| 31                                        | 丸山夏鈴                                  | セミファイナリスト                        | 2015年5月死去                                      |
| 32                                        | 水城るな                                  | セミファイナリスト                        |                                                    |
| 33                                        | 宮下ゆりか                                | セミファイナリスト                        |                                                    |
| 34                                        | 村瀬綾里子                                | セミファイナリスト                        |                                                    |
| 35                                        | 山本愛                                    | セミファイナリスト                        |                                                    |
| 36                                        | 有香                                      | セミファイナリスト                        |                                                    |
| 38                                        | 吉田愛理                                  | セミファイナリスト                        |                                                    |

### ミスiD2014

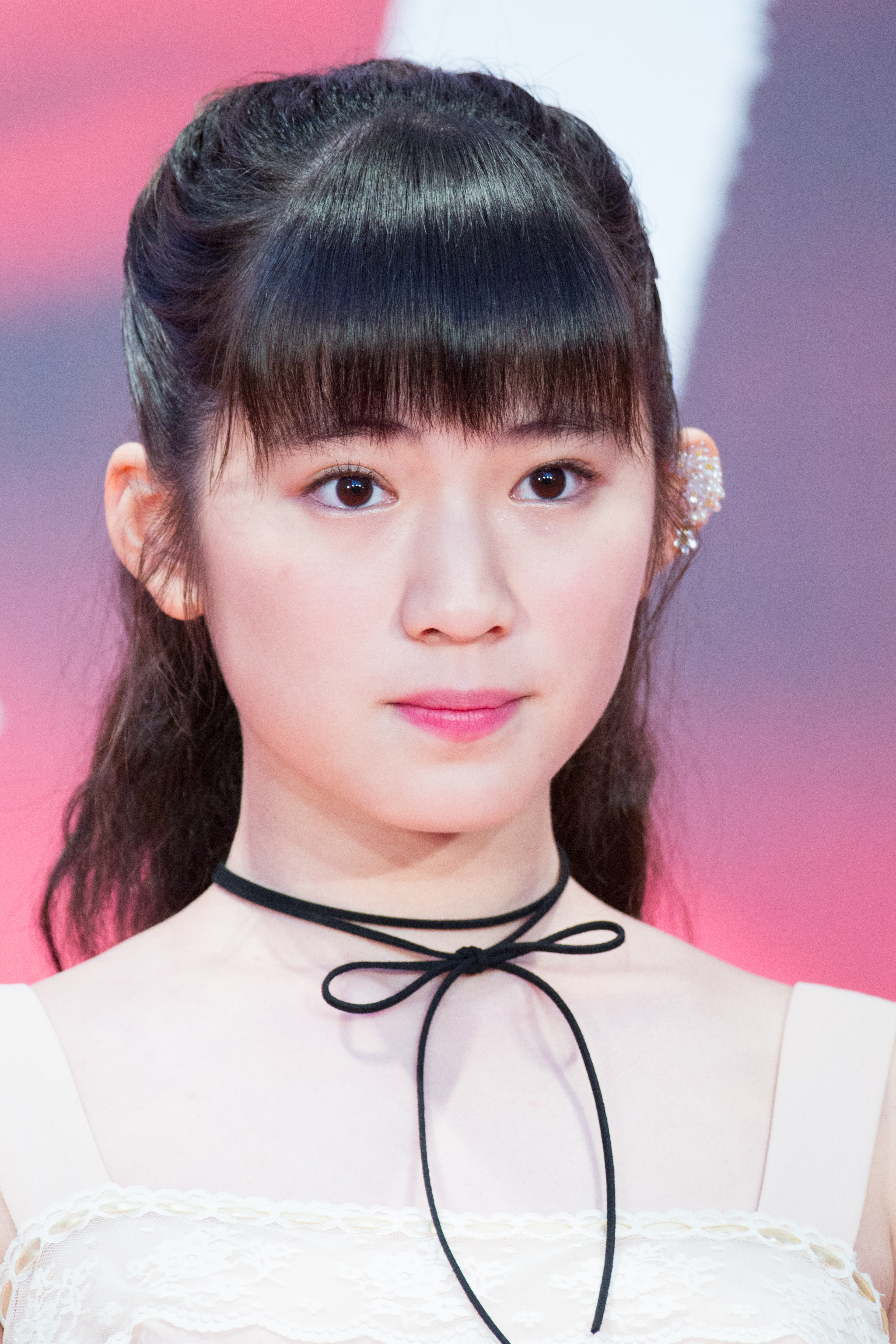
ミスiD2代目グランプリの蒼波純

本年から応援ウェブサイト投票の1位候補者は無条件でミスiD選出とされる。小林が副編集長に就いた雑誌『FRIDAY』誌上で受賞者が発表されている。
- キャッチコピー：明日のアイドルの話をしよう。
- 応募資格：1981年4月1日 - 2001年4月1日生まれの未婚女性で、プロかアマかは問わない。
  - 中村インディアは既婚を隠した応募で資格未満だが最終選考で是非[7]を問うている。
- 応募期間：2013年3月22日 - 2013年5月13日
- 受賞者発表：2013年9月20日発売『FRIDAY』で発表する。
- 選考委員：青柳文子、安藤美冬、今泉力哉、大郷剛、草野絵美、小林司、佐武宇綺[注 3]、島田陽一、少年アヤちゃん[注 4]、竹中夏海、玉城ティナ、丹羽多聞アンドリウ、中村貞裕、夏野元嗣[注 5]、ヒャクタロウ、もふくちゃん、山崎まどか、柚木麻子、吉田豪、レナ
- 応募者数2714人、セミファイナリスト51名、ファイナリスト35名（応援ウェブサイト上位10名、選考委員選出20名）

| ミスiD2014グランプリ         | 蒼波純（受賞時は「青波純」） |
| ミスiD2014                   | 稲村亜美、児山さくら、寺嶋由芙（応援ウェブサイト投票1位）、Momona（受賞時は「マチルダ」）、本宮初芽、レイチェル/MC RACHEL（chelmico。受賞時は「レイチェル」） |
| 明日のアイドルの話をしよう賞 | 中村インディア、ひのあゆみ（ひめむすひ）、細川唯 |

| セミファイナリスト51名→ファイナリスト35名 | セミファイナリスト51名→ファイナリスト35名 | セミファイナリスト51名→ファイナリスト35名         | セミファイナリスト51名→ファイナリスト35名                                    |
| #                                         | セミファイナリスト選出時点での名義        | 受賞                                              | 備考                                                                         |
| ----------------------------------------- | ----------------------------------------- | ------------------------------------------------- | ---------------------------------------------------------------------------- |
| 1                                         | 青波純                                    | ミスiD2014グランプリ                              | 2013年10月「蒼波純」に改名                                                   |
| 5                                         | 稲村亜美                                  | ミスiD2014                                        |                                                                              |
| 21                                        | 児山さくら                                | ミスiD2014                                        |                                                                              |
| 29                                        | 寺嶋由芙                                  | ミスiD2014※ （アマテラス特別賞）                  | ※応援ウェブサイト投票1位 BiS（2011年7月 - 2013年5月、「テラシマユフ」名義）  |
| 40                                        | マチルダ                                  | ミスiD2014                                        | 「Momona」に改名                                                             |
| 47                                        | 本宮初芽                                  | ミスiD2014                                        |                                                                              |
| 51                                        | レイチェル                                | ミスiD2014                                        | chelmico（2014年 - 、「MC RACHEL」名義）。                                   |
| 31                                        | 中村インディア                            | 明日のアイドルの話をしよう賞                      |                                                                              |
| 35                                        | ひのあゆみ                                | 明日のアイドルの話をしよう賞                      | ひめみすひ（2013年10月 - ？）                                                |
| 39                                        | 細川唯                                    | 明日のアイドルの話をしよう賞 （アマテラス特別賞） |                                                                              |
| 15                                        | 木村仁美                                  | 安藤美冬賞                                        | カラーポワント（2016年 - 、「Chami」名義）                                   |
| 16                                        | 京佳                                      | 今泉力哉賞                                        | 夢みるアドレセンス（2012年6月 - 2019年4月）                                  |
| 34                                        | 新田藍奈                                  | 大郷剛賞                                          |                                                                              |
| 12                                        | 河内美里                                  | 佐武宇綺賞                                        |                                                                              |
| 30                                        | 傳谷英里香                                | 少年アヤちゃん賞                                  | ベイビーレイズ→ベイビーレイズJAPAN（2012年5月 - 2018年9月）                  |
| 3                                         | 石崎日梨                                  | 竹中夏海賞                                        |                                                                              |
| 36                                        | 藤井さやか                                | ヒャクタロウ賞                                    | 「寺田御子」に改名                                                           |
| 45                                        | 水尻ユキ                                  | 山崎まどか賞※                                     | ※真山朔とともに「ユキサク」として受賞                                        |
| 43                                        | 真山朔                                    | 山崎まどか賞※                                     | ※水尻ユキとともに「ユキサク」として受賞                                      |
| 37                                        | 文月悠光                                  | 柚木麻子賞                                        |                                                                              |
| 11                                        | 金子織江                                  | 吉田豪賞                                          |                                                                              |
| 49                                        | 山崎春佳                                  | レナ賞                                            |                                                                              |
| 2                                         | 新垣こづ枝                                | ファイナリスト （アマテラス特別賞）               | 「梢」に改名                                                                 |
| 8                                         | 小野紗也香                                | ファイナリスト （アマテラス特別賞）               |                                                                              |
| 10                                        | 加藤一華                                  | ファイナリスト （アマテラス特別賞）               |                                                                              |
| 14                                        | 木村葉月                                  | ファイナリスト                                    |                                                                              |
| 18                                        | 荒野もゆ                                  | ファイナリスト （アマテラス特別賞）               | 主に「こうやもゆ」名義で活動                                                 |
| 19                                        | 小瀬田麻由                                | ファイナリスト                                    |                                                                              |
| 20                                        | 小林リズム                                | ファイナリスト                                    |                                                                              |
| 22                                        | 静麻波                                    | ファイナリスト                                    |                                                                              |
| 24                                        | 末永唯子                                  | ファイナリスト                                    |                                                                              |
| 25                                        | 宗香里                                    | ファイナリスト                                    | 「宗本花音里」に改名、Maison book girl（2014年11月 - 2015年3月）             |
| 32                                        | 奈々瀬                                    | ファイナリスト                                    |                                                                              |
| 46                                        | 宮澤咲希                                  | ファイナリスト                                    |                                                                              |
| 4                                         | 石塚理奈                                  | セミファイナリスト                                |                                                                              |
| 6                                         | 井元真帆                                  | セミファイナリスト                                | 「井元まほ」に改名                                                           |
| 7                                         | エミリィ                                  | セミファイナリスト                                |                                                                              |
| 9                                         | 小野口真央                                | セミファイナリスト                                |                                                                              |
| 13                                        | 喜多陽子                                  | セミファイナリスト                                | サンミニ（2015年7月 - 2016年7月）                                            |
| 17                                        | 黒坂麻衣                                  | セミファイナリスト                                |                                                                              |
| 23                                        | 白石アヤ                                  | セミファイナリスト                                |                                                                              |
| 26                                        | 高橋ジェミニー                            | セミファイナリスト                                |                                                                              |
| 27                                        | 田中知啓                                  | セミファイナリスト                                |                                                                              |
| 28                                        | 鶴巻星奈                                  | セミファイナリスト                                |                                                                              |
| 33                                        | 西山穂                                    | セミファイナリスト                                |                                                                              |
| 38                                        | ペタス ケイト                             | セミファイナリスト                                | 「ケイト」名で活動、ニコラス・ペタスの娘                                     |
| 41                                        | 松嶋七星                                  | セミファイナリスト                                |                                                                              |
| 42                                        | 松本妃代                                  | セミファイナリスト                                |                                                                              |
| 44                                        | 丸鈴                                      | セミファイナリスト                                |                                                                              |
| 48                                        | 諸橋沙夏                                  | セミファイナリスト                                | Baby Tiara（2014年4月 - 2015年3月、「日向心愛」名義）、=LOVE（2017年4月 - ） |
| 50                                        | 莉子                                      | セミファイナリスト                                |                                                                              |

### ミスiD2015
2014年8月1日発売の『FRIDAY』誌上で2015セミファイナリスト60名が発表、8月2日TOKYO IDOL FESTIVAL 2014「ミスiD2013-2015」ステージで披露。
受賞者発表は当初2014年9月19日を予定していたが、最多得票を得た金子理江のグランプリ選出に一部の女性選考委員から強硬な反対があり、議論が紛糾したため追加審議が行われ、翌週へ延期。水野しずとのWグランプリという形になった。
- キャッチコピー：すべての女の子はアイドルである
- 応募資格：1982年4月2日 - 2002年4月1日生まれの未婚女性で、プロかアマかは問わない。
  - ファンタジスタさくらだは既婚者で応募資格未満だが、小林と合議して参加[14]している。
- 応募期間：2014年4月22日 - 6月9日
- 受賞者発表：2014年9月26日発売『FRIDAY』にて発表する。
- 選考委員：青山裕企、安藤美冬、うしじまいい肉、大郷剛、大森靖子、加藤一華、岸田メル、木村ミサ、草野絵美、小林司、佐久間宣行、竹中夏海、tomad[注 6]、中田クルミ、中村貞裕、東佳苗、もふくちゃん、山戸結希、吉田豪
- 選考協力：『FRIDAY』編集部、『ViVi』編集部
- 応募者数約4000名、セミファイナリスト60名、ファイナリスト41名（うち応援サイトWeb上位10名）

| ミスiD2015グランプリ             | 金子理江、水野しず |
| ミスiD2015                       | 黒宮れい、近藤那央、篠崎こころ、都丸紗也華、緑川百々子（応援ウエブサイト投票1位）、山田愛奈、多屋来夢（受賞時は「来夢」） |
| すべての女の子はアイドルである賞 | ファンタジスタさくらだ、深海誉（閃光プラネタゲート）                                                                      |

| セミファイナリスト60名→ファイナリスト41名 | セミファイナリスト60名→ファイナリスト41名 | セミファイナリスト60名→ファイナリスト41名 | セミファイナリスト60名→ファイナリスト41名                                                                                                   |
| #                                         | セミファイナリスト選出時点での名義        | 受賞                                      | 備考 |
| ----------------------------------------- | ----------------------------------------- | ----------------------------------------- | --- |
| 16                                        | 金子理江                                  | ミスiD2015グランプリ                      | LADYBABY→The Idol Formerly Known As LADYBABY→LADY BABY（2015年3月 - 2020年1月）、REIRIE（2023年1月 - ）                                     |
| 51                                        | 水野しず                                  | ミスiD2015グランプリ                      | |
| 20                                        | 黒宮れい                                  | ミスiD2015                                | BRATS（2011年8月 - ）、LADYBABY→The Idol Formerly Known As LADYBABY（2015年3月 - 2017年11月）、REIRIE（2023年1月 - ）                       |
| 22                                        | 近藤那央                                  | ミスiD2015                                | |
| 25                                        | 篠崎こころ                                | ミスiD2015 うしじまいい肉賞               | プティパ-petit pas!-（2013年9月 - 2016年9月）。「DJギズモ」名でも活動                                                                       |
| 31                                        | 都丸紗也華                                | ミスiD2015                                | FYT（2014年8月 - 2016年2月、「理紗アレキサンダー」名義）                                                                                    |
| 53                                        | 緑川百々子                                | ミスiD2015※                               | ※応援ウエブサイト投票1位 |
| 56                                        | 山田愛奈                                  | ミスiD2015                                | |
| 58                                        | 来夢                                      | ミスiD2015                                | 2017年5月「多屋来夢」に改名 |
| 37                                        | ファンタジスタさくらだ                    | すべての女の子はアイドルである賞          | あやまんJAPAN（2009年頃 - 2013年3月） |
| 38                                        | 深海誉                                    | すべての女の子はアイドルである賞          | 閃光プラネタゲート（2014年10月 - 2020年2月）                                                                                                |
| 5                                         | 新井希美                                  | 青山裕企賞                                | |
| 29                                        | 鈴木マリ                                  | 安藤美冬賞                                | |
| 33                                        | 中嶋春陽                                  | 大郷剛賞、tomad賞                         | ジュネス☆プリンセス（2013年11月 - 2016年6月）                                                                                               |
| 54                                        | 桃香                                      | 大森靖子賞                                | 「小越桃香」名で活動。Peach sugar snow（2012年 - 2015年4月）                                                                                |
| 10                                        | 井上苑子                                  | 加藤一華賞                                | |
| 3                                         | 天川宇宙                                  | 岸田メル賞                                | 2016年「今川宇宙」に改名 |
| 42                                        | マーシュ彩                                | 木村ミサ賞、竹中夏海賞                    | F.A.R.M.→White Lace（2013年9月 - 2016年1月）                                                                                                |
| 26                                        | 祝茉莉                                    | 草野絵美賞                                | ひめむすひ（2013年10月 - ？） |
| 30                                        | 筒井のどか                                | 小林司賞                                  | |
| 8                                         | 伊藤麻希                                  | 佐久間宣行賞                              | LinQ（2011年7月 - 2017年8月）、2016年12月プロレスデビュー                                                                                   |
| 45                                        | 桝渕祥与                                  | 中田クルミ賞                              | |
| 4                                         | 甘夏ゆず                                  | 東佳苗賞                                  | バンドじゃないもん!→バンドじゃないもん!MAXX NAKAYOSHI（2014年4月 - ）                                                                       |
| 57                                        | 山本正華                                  | もふくちゃん賞                            | 「SEIKA」名義で活動 |
| 41                                        | 堀越千史                                  | 山戸結希賞                                | 「千史」に改名 |
| 17                                        | 楠みゆう                                  | 吉田豪賞                                  | 「佐々木みゆう」より改名。Sweet★Pastel（2014年4月 - 2015年6月）、反則実行委員会（2016年1月 - 8月）、Dolly Kiss（2017年3月 - 2018年1月）     |
| 11                                        | 大原由衣子                                | ファイナリスト                            | 2015年8月「大原ゆい子」に改名 |
| 14                                        | 奥村真友里                                | ファイナリスト                            | ひめキュンフルーツ缶（2010年8月 - 2017年10月）。トライシグナル→iiyu（2017年12月 - ）                                                        |
| 19                                        | 工藤えりな                                | ファイナリスト                            | 「パタコアンド パタコ」に改名。校庭カメラガール（2015年10月 - 2016年3月） 校庭カメラギャル（2016年3月 - ）平成墓嵐（2019年7月 - 2019年7月） |
| 21                                        | 小宮一葉                                  | ファイナリスト                            | |
| 23                                        | 咲村良子                                  | ファイナリスト                            | Phantom Voice（2015年9月 - 2016年3月）。clipclip（2016年4月 - ）                                                                            |
| 28                                        | 鈴木えりか                                | ファイナリスト                            | PPP! PiXiON（2012年12月 - 2018年5月） |
| 34                                        | 永野倫子                                  | ファイナリスト                            | |
| 36                                        | 雛形羽衣                                  | ファイナリスト                            | ディア☆（2015年6月 - 2018年1月） |
| 43                                        | 前坂美結                                  | ファイナリスト                            | |
| 44                                        | 増澤璃凜子                                | ファイナリスト                            | |
| 48                                        | みきちゅ                                  | ファイナリスト                            | 2015年10月から2016年10月まで「瑞稀ミキ」名義で活動                                                                                          |
| 49                                        | ミシェルアヤミ                            | ファイナリスト                            | |
| 55                                        | 矢川葵                                    | ファイナリスト                            | Maison book girl（2014年11月 - 2021年5月）                                                                                                  |
| 59                                        | 莉南                                      | ファイナリスト                            | 「丸山莉南」に改名 |
| 60                                        | ヲガワササノ                              | ファイナリスト（アマテラス特別賞）        | 「小川笹乃」に改名 |
| 1                                         | 愛                                        | セミファイナリスト                        | |
| 2                                         | 青木ゆり亜                                | セミファイナリスト                        | |
| 6                                         | 生田佳那                                  | セミファイナリスト                        | |
| 7                                         | 生田翼                                    | セミファイナリスト                        | |
| 9                                         | 伊藤桃                                    | セミファイナリスト                        | |
| 12                                        | 大見謝葉月                                | セミファイナリスト                        | |
| 13                                        | 丘美月                                    | セミファイナリスト                        | |
| 15                                        | 甲斐みこと                                | セミファイナリスト                        | |
| 18                                        | 楠ろあ                                    | セミファイナリスト                        | 反則実行委員会（2016年1月 - 8月） |
| 24                                        | 三条香月                                  | セミファイナリスト                        | CAMOUFLAGE（2014年4月 - 2015年10月） |
| 27                                        | 白川卯奈                                  | セミファイナリスト                        | |
| 32                                        | 中川梨花                                  | セミファイナリスト                        | PEACEFUL（2011年4月 - 2012年3月） |
| 35                                        | のーでぃ                                  | セミファイナリスト                        | |
| 39                                        | 吹越ともみ                                | セミファイナリスト                        | |
| 40                                        | フレダンデール莉子                        | セミファイナリスト                        | |
| 46                                        | 松川菜々花                                | セミファイナリスト                        | FYT（2014年8月 - 2016年2月、「東国原松子DX」名義）                                                                                          |
| 47                                        | 真奈                                      | セミファイナリスト                        | |
| 50                                        | 水沢アリー                                | セミファイナリスト                        | |
| 52                                        | 美月                                      | セミファイナリスト                        | |

- 選考過程で落選のはのはなよは「個人賞をあげたかった」とする吉田豪の言から「ミスiD2015 吉田豪賞（非公式）」[15]を自称してミスiDカフェ、ミスiDの部屋、ミスiDフェスなど関連イベントに出演し、ミスiD2016に応募してファイナリストに選出される。
- ぱいぱいでか美は書類審査後の面接で落選[16]しているが、翌2015年のTOKYO IDOL FESTIVAL 2015のミスiDステージに出演している[17]。

### ミスiD2016
2015年に小林が第一事業局第一戦略部へ異動してミスiDを専任で担当する。
選出方法が変更されてTwitterの投稿内容、CHEERZのCHEER数、アー写.comの写真売上、YouTube動画の再生回数、選考委員の印象点を加味した総合点によりファイナリスト進出者を決定する。CHEERZ、アー写.comのそれぞれ上位10名は無条件でファイナリストへ選出され、ファイナリストのうちでサービス3種のポイント合計1位者は無条件でミスiDを受賞する。
前年より3か月遅れで応募が開始され、2015年9月25日にセミファイナリスト、10月23日にファイナリスト、11月27日にミスiD2016以下各賞を発表し、グランプリはミスiD2016受賞者9人から2016年1月17日の「ミスiDフェス2016〜お披露目ショーへようこそ」で発表。本年はグランプリ、準グランプリ各1名である。
- キャッチコピー：「わたし」だけがいない世界へ。
- 応募資格：1980年4月2日 - 2004年4月1日生まれの女性で、国籍、プロ、アマ、既婚、未婚などを問わない。グラビア、女優、モデル、歌、ダンス、文学、漫画、アニメ、ゲーム、コスプレ、イラスト、詩、エッセイ、スポーツ、政治、哲学、写真、ファッション、デザイン、料理、作詞作曲、DJ、自撮り、その他自分の好きなジャンル、こだわり、表現、他の誰にも似ない特徴[21]があること。
  - 「りさこ」こと「羽井リサコ」は応募時の生年月日が2004年7月17日で応募資格を下回るも、非公表で審査を受けてファイナリスト[22]に選出されている。
- 応募期間：2015年7月1日 - 2015年8月9日
- 選考委員：青山裕企、安藤美冬、市川紗椰、大郷剛、大森靖子、岸田メル、小林司、佐久間宣行、ジェンファン[注 7]、根本宗子、東佳苗、ファンタジスタさくらだ、やついいちろう、山崎まどか、山戸結希、山内マリコ、吉田豪
- 応募者数約4000名、セミファイナリスト114名、ファイナリスト61名。

| ミスiD2016グランプリ   | 穂志もえか（受賞時は「保紫萌香」）                                                  |
| ミスiD2016準グランプリ | 菅本裕子                                                                            |
| ミスiD2016             | Iris、一ノ瀬みか（神宿）、大望、長澤茉里奈（ポイント1位）、藤野有理、弓ライカ、ロカ |
| I♥JAPAN賞              | 愛美菜デュジャン、VIENNA、林家つる子                                                |
| 私だけがいない賞       | すみれ                                                                              |
| 実行委員長特別賞       | 南菜生（PassCode）                                                                  |

| セミファイナリスト114名→ファイナリスト61名 | セミファイナリスト114名→ファイナリスト61名 | セミファイナリスト114名→ファイナリスト61名 | セミファイナリスト114名→ファイナリスト61名 |
| #                                          | セミファイナリスト選出時点での名義         | 受賞                                       | 備考 |
| ------------------------------------------ | ------------------------------------------ | ------------------------------------------ | --- |
| 86                                         | 保紫萌香                                   | ミスiD2016グランプリ                       | 2018年10月「穂志もえか」に改名 |
| 47                                         | 菅本裕子                                   | ミスiD2016準グランプリ                     | HKT48（2011年10月 - 2012年8月） |
| 1                                          | Iris                                       | ミスiD2016                                 | |
| 15                                         | 一ノ瀬みか                                 | ミスiD2016                                 | 神宿（2014年9月 - 2021年11月） |
| 55                                         | 大望                                       | ミスiD2016                                 | |
| 65                                         | 長澤茉里奈                                 | ミスiD2016※                                | ※ポイント1位。放プリユース→放課後プリンセス（2015年2月 - 2016年12月） |
| 83                                         | 藤野有理                                   | ミスiD2016                                 | |
| 107                                        | 弓ライカ                                   | ミスiD2016                                 | |
| 112                                        | ロカ                                       | ミスiD2016                                 | |
| 9                                          | 愛美奈デュジャン                           | I♥JAPAN賞                                  | |
| 20                                         | VIENNA                                     | I♥JAPAN賞                                  | |
| 79                                         | 林家つる子                                 | I♥JAPAN賞                                  | 2024年3月に落語協会真打昇進 |
| 51                                         | すみれ                                     | 私だけがいない賞                           | |
| 98                                         | 南菜生                                     | 実行委員長特別賞                           | PassCode（2013年7月 - ） |
| 52                                         | 瀬戸悠木                                   | 青山裕企賞                                 | |
| 89                                         | 町田彩夏                                   | 安藤美冬賞                                 | 平成墓嵐（2018年5月 - ） |
| 18                                         | 祷キララ                                   | 市川紗椰賞、東佳苗賞                       | |
| 87                                         | 堀井仁菜                                   | 大郷剛賞                                   | 放プリユース（2016年1月 - 2017年6月） |
| 62                                         | 中尾有伽                                   | 大森靖子賞                                 | |
| 8                                          | 天音ほのか                                 | 岸田メル賞                                 | |
| 76                                         | 葉月                                       | 佐久間宣行賞 シュエ・ジェンファン賞        | 西岡葉月に改名 |
| 39                                         | さぃもん                                   | 根本宗子賞                                 | クロユリ from 夏の魔物（2016年7月 - 10月、「サイモン・リー」名義） Wi-Fi-5（2017年9月 - ） |
| 61                                         | 中尊寺まい                                 | ファンタジスタさくらだ賞 CHEERZ賞          | ベッド・イン（2012年 - ） |
| 54                                         | 空野青空                                   | やついいちろう賞                           | Vienolossi（2013年7月 - 2014年8月）、ARCANA PROJECT（2020年1月 - 2024年6月）、でんぱ組.inc（2021年2月 - 2024年1月） |
| 28                                         | 川村安奈                                   | 山内マリコ賞                               | |
| 7                                          | annie the clumsy                           | 山崎まどか賞                               | |
| 95                                         | 丸山ゆか                                   | 吉田豪賞                                   | 丸山夏鈴の妹。XYZ（2016年1月 - 2017年2月）解散後「丸山夕佳」に改名。「MARMELO」名義でも活動 |
| 45                                         | SHO-NO                                     | CHEERZ賞                                   | |
| 108                                        | 柚餅子みこ                                 | CHEERZ賞                                   | |
| 69                                         | natsuki                                    | アー写.com賞                               | エレクトリックリボン（2015年2月 - 2016年4月） |
| 12                                         | 石川夏海                                   | ファイナリスト                             | アキシブproject（2013年1月 - 2017年7月）、Love Cocchi（2017年12月 - 2019年7月） |
| 13                                         | 石塚汐花                                   | ファイナリスト                             | アイドルカレッジ（2012年11月 - 2021年11月、2024年2月 - ）、HOP-PAS（2019年7月 - 2022年9月）、彗星♩dropTune°（2023年2月 - 11月）、iTRiP（2023年7月 - ） |
| 21                                         | 沖本蒼奈                                   | ファイナリスト                             | マボロシ可憐GeNE（2013年12月 - 2018年3月）、幻.no（2018年4月 - ）、TENRIN（「白洲あやん」、2021年4月 - ） |
| 22                                         | 尾崎桃子                                   | ファイナリスト                             | |
| 26                                         | 上条なずな                                 | ファイナリスト                             | |
| 30                                         | 工藤ちゃん                                 | ファイナリスト                             | ポエムアパート（2017年11月 - ） |
| 37                                         | 菜田彩佳                                   | ファイナリスト                             | 青山☆聖ハチャメチャハイスクール→メチャハイ♡（2012年8月 - 2017年4月） |
| 38                                         | 齋藤里菜                                   | ファイナリスト                             | 集団行動（2017年 - ） |
| 40                                         | サオリリス                                 | ファイナリスト                             | |
| 46                                         | 末永みゆ                                   | ファイナリスト                             | DokiDoki☆ドリームキャンパス（2011年7月 - 2013年6月）、オーガニック（本物）（2015年2月）、アイロボ（2015年 - 2022年6月） |
| 53                                         | SENA                                       | ファイナリスト                             | 「レディヴァンSENA」名義で活動 |
| 60                                         | たらを                                     | ファイナリスト                             | ブスNY行きたい族（「タライ・ラマ」名義） |
| 63                                         | 長澤真彩                                   | ファイナリスト                             | 「まあや」名義で活動 |
| 68                                         | ナギノエナ                                 | ファイナリスト                             | |
| 70                                         | 7A                                         | ファイナリスト                             | |
| 73                                         | 乃亜                                       | ファイナリスト                             | |
| 75                                         | 羽田朱里                                   | ファイナリスト                             | |
| 78                                         | はのはなよ                                 | ファイナリスト                             | ミスiD2015「非公式吉田豪賞」 |
| 80                                         | 日乃まそら                                 | ファイナリスト                             | |
| 81                                         | 姫川風子                                   | ファイナリスト                             | |
| 82                                         | ひらく                                     | ファイナリスト                             | |
| 84                                         | ぷりんちゃん                               | ファイナリスト                             | 「新野李那」名義で活動 |
| 88                                         | まきろん。                                 | ファイナリスト                             | |
| 93                                         | 真中のぞみ                                 | ファイナリスト                             | プティパ-petit pas!-（2015年3月 - 9月）、Alloy（2016年11月 - 2017年3月）。2017年10月「薫子」に改名 |
| 101                                        | 柳統子                                     | ファイナリスト                             | |
| 104                                        | 山下優奈                                   | ファイナリスト                             | 「白沢優奈」に改名 |
| 105                                        | 山田如凜                                   | ファイナリスト                             | 青山☆聖ハチャメチャハイスクール（2011年10月 - 2014年11月）、ストロベリー症候群（2016年4月 - 2017年7月）、DOPING BERRY（2016年8月 - 2017年7月） |
| 106                                        | 結城リナ                                   | ファイナリスト                             | 2017年5月「万里慧」に改名 |
| 109                                        | 李南希                                     | ファイナリスト                             | |
| 110                                        | りさこ                                     | ファイナリスト                             | 「羽井リサコ」に改名。クマリデパート（2016年4月 - 2018年5月） |
| 111                                        | 瑠花                                       | ファイナリスト                             | |
| 2                                          | 蒼ななか                                   | セミファイナリスト                         | 怪傑!トロピカル丸→純情!トロピカル丸（2013年3月 - 2014年7月、「橘未来」名義） PICK UP GIRLS（2015年4月 - 2016年6月）、ピクまる☆asfi（2015年5月 - 2016年6月） 君に恋をした。（2018年8月 - 2020年6月、「蓮城ななこ」名義）、芯辣melt（2020年9月 - 、「紫狂菜々子」名義）                                                                            |
| 3                                          | 蒼葉える                                   | セミファイナリスト                         | |
| 4                                          | 秋葉七海                                   | セミファイナリスト                         | |
| 5                                          | 麻生千恵                                   | セミファイナリスト                         | |
| 6                                          | 麻生智世                                   | セミファイナリスト                         | ウルトラガール（2012年3月 - 2017年1月） |
| 10                                         | Heidi Alford                               | セミファイナリスト                         | |
| 11                                         | あんず                                     | セミファイナリスト                         | あヴぁんだんど（2014年7月 - 2015年3月、「南実あんず」名義） |
| 14                                         | イチジョウリヲ。                           | セミファイナリスト                         | |
| 16                                         | イツカちゃん                               | セミファイナリスト                         | |
| 17                                         | 井上綾望                                   | セミファイナリスト                         | |
| 19                                         | 井元まほ                                   | セミファイナリスト                         | ミスiD2014セミファイナリスト |
| 23                                         | 小野原優有                                 | セミファイナリスト                         | 「優雨ナコ」に改名。クマリデパート（2016年3月 - ） |
| 24                                         | 加賀谷楓                                   | セミファイナリスト                         | |
| 25                                         | 加藤実里                                   | セミファイナリスト                         | 「かとうみさと」名義で活動 |
| 27                                         | 川井優沙                                   | セミファイナリスト                         | |
| 29                                         | 日下部セナ                                 | セミファイナリスト                         | 「せなもん」名義で活動 |
| 31                                         | 工藤雛香                                   | セミファイナリスト                         | DOPING BERRY（2016年8月 - 2017年7月、「碧緋奈」名義） |
| 32                                         | Classic fairy                              | セミファイナリスト                         | |
| 33                                         | 栗山夢衣                                   | セミファイナリスト                         | スルースキルズ（2013年1月 - 2014年12月） |
| 34                                         | 桑原麗子                                   | セミファイナリスト                         | |
| 35                                         | こいずみさき                               | セミファイナリスト                         | |
| 36                                         | 瑚々                                       | セミファイナリスト                         | ミスマガジン2022グランプリ |
| 41                                         | 咲桜えり                                   | セミファイナリスト                         | |
| 42                                         | 佐藤優香                                   | セミファイナリスト                         | フラップガールズスクール（2013年8月 - 2017年6月） |
| 43                                         | 瑳里                                       | セミファイナリスト                         | NECRONOMIDOL（2014年6月 - 2019年1月） |
| 44                                         | 篠原ゆり                                   | セミファイナリスト                         | 2016年7月「平野友里」に改名、TAKENOKO▲（2012年10月 - 2014年5月、2018年2月 - 2019年10月）、エムトピ（2015年11月 - ）、シャオチャイポン（2016年9月 - ） |
| 48                                         | 杉井美月                                   | セミファイナリスト                         | |
| 49                                         | 鈴木真実                                   | セミファイナリスト                         | 仮面女子（ぴゅあふる→アリス十番）（2012年12月 - 2012年3月） |
| 50                                         | 角田いずみ                                 | セミファイナリスト                         | |
| 56                                         | 髙石あかり                                 | セミファイナリスト                         | α‐X's（2016年4月 - 2018年3月、「あかり」名義） |
| 57                                         | 瀧山あかね                                 | セミファイナリスト                         | NMB48研究生（2011年5月 - 2012年1月） AbemaTVキャスター |
| 58                                         | 田中えみりぃ                               | セミファイナリスト                         | |
| 59                                         | 谷口萌衣子                                 | セミファイナリスト                         | Happy2days（2016年5月 - 、「萌衣子」名義） |
| 64                                         | 中野ユノ                                   | セミファイナリスト                         | |
| 66                                         | 中屋柚香                                   | セミファイナリスト                         | |
| 67                                         | 永山桃                                     | セミファイナリスト                         | |
| 71                                         | 難波小百合                                 | セミファイナリスト                         | 東京女子プロレスリングアナウンサー |
| 72                                         | 西野早耶                                   | セミファイナリスト                         | 少女隊（2代目）（2015年4月 - 2018年1月） |
| 74                                         | 長谷川愛里                                 | セミファイナリスト                         | 乙女新党（2014年7月 - 2016年7月）、いちごみるく色に染まりたい。（2019年9月 - 2020年4月） |
| 77                                         | ハツミ天使                                 | セミファイナリスト                         | |
| 85                                         | 星なゆた                                   | セミファイナリスト                         | あヴぁんだんど（2014年7月 - 2016年3月） アシモフが手品師（2016年6月 - 2017年5月、「瀬都あく」名義）、幽世テロルArchitect（2017年7月 - 2019年1月、「のなめら」名義）、FRUN FRIN FRIENDS（2020年4月 - 2021年12月、「なゆたあく」名義）、KAQRIYOTERROR（2022年4月 - 2023年4月、「のなめら」名義）。2021年11月より「nonamera」名義でソロとして活動。 |
| 90                                         | 町田有沙                                   | セミファイナリスト                         | |
| 91                                         | 松永有紗                                   | セミファイナリスト                         | リンクス→リンクSTAR`s（2012年8月 - 2017年8月、2015年7月までは「佐藤ありさ」名義） |
| 92                                         | 真奈                                       | セミファイナリスト                         | ミスiD2015セミファイナリストであった |
| 94                                         | mami+                                      | セミファイナリスト                         | 「ヤマヰマミ」名で活動 |
| 96                                         | みかゆりちゃん                             | セミファイナリスト                         | タルトタタン（2014年9月 - 2016年4月、「みかみゆりえ」名義） |
| 97                                         | みてぃふぉ                                 | セミファイナリスト                         | |
| 99                                         | 門米ゆうか                                 | セミファイナリスト                         | 「DJぐるぐる。」名でも活動 |
| 100                                        | 八ッ橋さい子                               | セミファイナリスト                         | |
| 102                                        | 山口愛実                                   | セミファイナリスト                         | |
| 103                                        | 山下陽賀                                   | セミファイナリスト                         | |
| 113                                        | ろみ                                       | セミファイナリスト                         | わたしのねがいごと。（2014年 - ） |
| 114                                        | 若林萌々                                   | セミファイナリスト                         | FYT教育実習生→閃光ロードショー（2015年6月 - 2017年12月） |

### ミスiD2017
- キャッチコピー：わたしはこの星で生き残る。
- 応募資格：1981年4月2日 - 2005年4月1日生まれの女性で、国籍、プロ、アマ、未婚、既婚などを問わない。グラビア、女優、モデル、歌、ダンス、文学、漫画、アニメ、ゲーム、コスプレ、イラスト、詩、エッセイ、スポーツ、政治、哲学、写真、ファッション、デザイン、料理、作詞作曲、DJ、自撮り、その他自分の好きなジャンル、こだわり、表現、他の誰にも似ない特徴[24]があること。
  - ファイナリストのおおくぼけい、ゆっきゅんは男性である。
- 応募期間：2016年4月1日 - 2016年5月10日
- 2016年7月15日セミファイナリスト、9月16日ファイナリスト発表、10月29日「ミスiDフェス2017」にて受賞者発表。
- 選考委員：青山裕企、吾妻ひでお、安藤美冬、家入一真、イガリシノブ、大郷剛、大森靖子、岸田メル、小林司、佐久間宣行、根本宗子、東佳苗、ファンタジスタさくらだ、やついいちろう、山戸結希、吉田豪
- 応募者数約3500名、セミファイナリスト128組（130名）、ファイナリスト67名（敗者復活枠1名含む）。
  - セミファイナリスト中村麗乃は乃木坂46三期生オーディションに合格して以後の審査を辞退[25]している。

| ミスiD2017グランプリ       | 武田杏香 |
| ミスiD2017                 | 新谷姫加、川村海乃（セミファイナリスト選出時点では「海乃」）、黒沢えりい、杉本桃花、トミコ・クレア（Wi-Fi-5）、藤田恵名（一般投票1位）、ふみ、牧原ゆゆ、riko/雅雀り子（受賞時は「私。」） |
| わたしはこの星で生き残る賞 | 紫苑、若杉実森 |

| セミファイナリスト128組（130名）→ファイナリスト66名 | セミファイナリスト128組（130名）→ファイナリスト66名 | セミファイナリスト128組（130名）→ファイナリスト66名 | セミファイナリスト128組（130名）→ファイナリスト66名 |
| #                                                   | セミファイナリスト選出時点での名義                  | 受賞                                                | 備考 |
| --------------------------------------------------- | --------------------------------------------------- | --------------------------------------------------- | --- |
| 64                                                  | 武田杏香                                            | ミスiD2017グランプリ                                | E-girls（2012年10月 - 2014年4月） |
| 12                                                  | 新谷姫加                                            | ミスiD2017                                          | Party Rockets GT（2015年10月 - 2017年12月） |
| 19                                                  | 海乃                                                | ミスiD2017                                          | 「川村海乃」に改名 |
| 43                                                  | 黒沢えりい                                          | ミスiD2017 やついいちろう賞                         | 平成墓嵐（2019年3月 - 5月） |
| 60                                                  | 杉本桃花                                            | ミスiD2017                                          | |
| 71                                                  | Tomiko Claire                                       | ミスiD2017                                          | Wi-Fi-5（2017年9月 - 2019年8月） |
| 90                                                  | 藤田恵名                                            | ミスiD2017 応援賞（CHEERZ賞）                       | 「MCビキニ」としても活動 |
| 92                                                  | ふみ                                                | ミスiD2017                                          | |
| 100                                                 | 牧原ゆゆ                                            | ミスiD2017                                          | バイトAKBぱるる選抜合格内定（2016年2月）、放プリユース（2016年3月 - 4月） |
| 128                                                 | 私。                                                | ミスiD2017                                          | ZOC振付担当、正式加入以前から「共犯者」としてステージに立つこともあった。2019年2月、「riko」に改名。2020年、雅雀り子名義でZOCに正式加入。ZOC (METAMUSE)（2020年10月 - 2024年3月）                                |
| 54                                                  | 紫苑                                                | わたしはこの星で生き残る賞                          | |
| 126                                                 | 若杉実森                                            | わたしはこの星で生き残る賞                          | |
| 75                                                  | 中村ちひろ                                          | 文芸賞                                              | 禁断の多数決（2014年7月 - 2017年3月） |
| 118                                                 | ユキちゃん                                          | 文芸賞                                              | NATURE DANGER GANG（2013年5月 - 2017年1月） |
| 36                                                  | 牛乳寒天なつみん                                    | 特別賞                                              | 2018年4月「夏海」に改名 |
| 48                                                  | 紗英                                                | 特別賞                                              | Wi-Fi-5（2017年9月 - 2018年9月） |
| 73                                                  | Nakanoまる                                          | 特別賞                                              | |
| 85                                                  | ひさつねあゆみ                                      | 特別賞                                              | |
| 116                                                 | yAmy                                                | 応援賞（CHEERZ賞）                                  | CY8ER（2017年5月 - 2021年1月、「病夢やみい」名義）、MASHIYAMIAAAN→ODOKe KAIWAI（2022年7月～、「yAmmy」名義）、東京電脳 from電音部（「八波零音」役、2023年10月～、「yAmmy」名義）                                 |
| 24                                                  | 大森莉緒                                            | フォトジェニック賞 （アー写.com賞）                 | ピンク・ベイビーズ（2013年 - 2017年5月）、eyes（2017年11月 - 2019年5月）、Love Cocchi（2017年12月 - 2022年5月）、×純文学少女歌劇団（2022年8月 - 2024年11月、役名「栗捨アガサ」）、Ma'Scar'Piece（2024年12月 - ） |
| 5                                                   | 赤神幸依                                            | VoCE賞                                              | 「あめ」名義で活動 |
| 96                                                  | 本郷杏奈                                            | 美人賞（キレイサローネ賞）                          | 2018年6月～2019年9月までは「本郷杏」名義で活動 |
| 98                                                  | 本田みく                                            | 青山裕企賞                                          | 2代目HAPPY少女♪（2016年4月 - 2018年9月） |
| 103                                                 | 松本さゆき                                          | 吾妻ひでお賞                                        | |
| 20                                                  | 栄藤仁美                                            | 安藤美冬賞                                          | |
| 41                                                  | クリスタルのの                                      | 家入一真賞・岸田メル賞                              | 平成墓嵐（2018年5月 - 、「有栖のの」名義） |
| 120                                                 | 由布菜月                                            | イガリシノブ賞                                      | |
| 7                                                   | 麻倉ひな子                                          | 大郷剛賞                                            | |
| 27                                                  | かてぃ                                              | 大森靖子賞                                          | meltia（2014年10月 - 2016年1月、「田んぼかてぃ」名義）、ZOC（2018年9月 - 2021年2月、「香椎かてぃ」名義）、Haze（2021年10月 - 、「KATY」名義） 、悪魔のキッス（2022年4月、2023年4月 - ）                          |
| 83                                                  | HAL                                                 | 小林司賞                                            | The Mash（2014年 - ） |
| 47                                                  | 斎藤亜美                                            | 佐久間宣行賞                                        | |
| 69                                                  | てのひらえる                                        | 根本宗子賞                                          | 噂ノ亞ノ娘（2018年8月 - 2019年8月） |
| 99                                                  | 洪潤梨                                              | 東佳苗賞                                            | ノーメイクス（2015年3月 - 2018年12月） |
| 33                                                  | 希代彩                                              | ファンタジスタさくらだ賞                            | |
| 82                                                  | 早野有純                                            | 山戸結希賞                                          | |
| 6                                                   | 茜さや                                              | 吉田豪賞                                            | |
| 8                                                   | as                                                  | ファイナリスト                                      | |
| 10                                                  | 阿野あやの                                          | ファイナリスト                                      | |
| 14                                                  | いのうえまお。                                      | ファイナリスト                                      | |
| 18                                                  | 宇野祐生佳                                          | ファイナリスト                                      | フルーティー（2014年6月 - 10月）、代代代（2016年9月 - 2019年9月）、くぴぽ（2021年8月 - 、「うの」） |
| 21                                                  | えみりんご                                          | ファイナリスト                                      | |
| 22                                                  | おおくぼけい                                        | ファイナリスト                                      | ザ・キャプテンズ（2012年10月 - 2015年3月、「ケイ伯爵」名義）、アーバンギャルド（2015年4月 - ） |
| 26                                                  | 尾崎由香                                            | ファイナリスト                                      | |
| 28                                                  | 金子愛里                                            | ファイナリスト                                      | 「愛里」に改名。毛布留学（2023年1月 - ） |
| 29                                                  | かほりんちゃん                                      | ファイナリスト                                      | おやゆびプリンセス（2013年5月 - 2016年12月、「表花穂」名義）、西金沢少女団（2017年1月 - ）。2019年現在「オモテカホ」名義で活動                                                                                   |
| 30                                                  | 河北アキ                                            | ファイナリスト                                      | |
| 35                                                  | 木村ユリヤ                                          | ファイナリスト                                      | |
| 37                                                  | 金魚わかな                                          | ファイナリスト                                      | |
| 44                                                  | げかあおい                                          | ファイナリスト                                      | エントリー辞退 |
| 50                                                  | 桜愛美                                              | ファイナリスト                                      | LinQ（2011年4月 - 2018年3月） |
| 52                                                  | 佐藤まりあ                                          | ファイナリスト                                      | NICE GIRL プロジェクト!研修生（2011年9月 - 2013年1月、「佐藤麻莉亜」名義）、オーガニック（本物）（2015年2月 - ）、フィロソフィーのダンス（2015年7月 - ）                                                         |
| 58                                                  | 白鳥来夢                                            | ファイナリスト                                      | Wi-Fi-5（2017年9月 - 2019年8月） |
| 62                                                  | 園山もん                                            | ファイナリスト                                      | 宝石箱（2015年8月 - 2016年5月） |
| 63                                                  | 高野渚                                              | ファイナリスト                                      | Wi-Fi-5（2017年9月 - 2019年8月） |
| 66                                                  | 茅ヶ崎りこ                                          | ファイナリスト                                      | Hauptharmonie（2014年7月 - 2017年3月）、NEW POLARIS（「Yomi」、2022年11月 - ） |
| 68                                                  | 都築かな                                            | ファイナリスト                                      | 愛乙女☆DOLL（2013年12月 - 2015年5月） |
| 76                                                  | ナカムラルビイ                                      | ファイナリスト                                      | 中村達也（元BLANKEY JET CITY）の娘。Freaky Style Loca（2016年5月 - ） |
| 79                                                  | noodle                                              | ファイナリスト                                      | |
| 84                                                  | はるなしおん                                        | ファイナリスト                                      | |
| 88                                                  | 福円もち                                            | ファイナリスト                                      | 少女閣下のインターナショナル（2015年5月 - 2016年7月）、ライムベリー（2016年7月 - 2019年5月、「DJ OMOCHI」名義）。2019年6月より「早坂七星」名義で活動。非公式吉田豪賞                                             |
| 107                                                 | 南琴里                                              | ファイナリスト                                      | 敗者復活戦でファイナリスト進出 |
| 108                                                 | 茂木雅世                                            | ファイナリスト                                      | |
| 110                                                 | 森みはる                                            | ファイナリスト                                      | 26時のマスカレイド（2016年10月 - 2022年10月） |
| 113                                                 | 山代婉娜                                            | ファイナリスト                                      | 「山代エンナ」名義で活動 |
| 119                                                 | ゆっきゅん                                          | ファイナリスト                                      | 電影と少年CQ（2016年11月 - ） |
| 121                                                 | ゆま                                                | ファイナリスト                                      | |
| 125                                                 | RIRIA                                               | ファイナリスト                                      | |
| 1                                                   | あおい12さい                                        | セミファイナリスト                                  | 「あらかわわこ」名義でも活動 |
| 2                                                   | 利奈                                                | セミファイナリスト                                  | |
| 3                                                   | 蒼乃ありす                                          | セミファイナリスト                                  | |
| 4                                                   | 赤井桜                                              | セミファイナリスト                                  | |
| 9                                                   | 安達原旭                                            | セミファイナリスト                                  | エントリー辞退 |
| 11                                                  | 天月ゆり                                            | セミファイナリスト                                  | 天晴れ!原宿（2016年7月 - 2018年1月）、ラルムーン（「双葉ゆり」。2019年7月 - 2021年8月）、MADMAO（「ふたばゆり」。2021年8月 - 2022年7月）                                                                         |
| 13                                                  | ゐじま                                              | セミファイナリスト                                  | 「ポッポ」名義で活動 |
| 15                                                  | いろは                                              | セミファイナリスト                                  | |
| 16                                                  | 上埜すみれ                                          | セミファイナリスト                                  | ノーメイクス（2015年3月 - 2018年12月） |
| 17                                                  | 空蝉ねう                                            | セミファイナリスト                                  | |
| 23                                                  | おおぶもえ                                          | セミファイナリスト                                  | 「大部萌衣」名義で活動。コスミックガール（2014年3月 - 2015年10月）、Chu☆Oh!Dolly（2018年6月 - 2019年8月） 大部彩夏（元lyrical school）の妹                                                                       |
| 25                                                  | 荻原胡桃                                            | セミファイナリスト                                  | |
| 31                                                  | 川口カノン                                          | セミファイナリスト                                  | |
| 32                                                  | ギガ・ちかちゅー                                    | セミファイナリスト                                  | |
| 34                                                  | 北見えり                                            | セミファイナリスト                                  | |
| 38                                                  | 工藤夏葉                                            | セミファイナリスト                                  | |
| 39                                                  | 工藤みさき&ゆきみ                                   | セミファイナリスト                                  | まがりかど（2013年5月 - 2015年9月、2018年3月）、パジャマ文庫（2016年9月 - ） |
| 40                                                  | 海月ゆゆ                                            | セミファイナリスト                                  | ぱすらび（2015年7月 - 2017年2月） |
| 42                                                  | 黒木沙也香                                          | セミファイナリスト                                  | |
| 45                                                  | コソアド                                            | セミファイナリスト                                  | 平成墓嵐（2018年5月 - ） |
| 46                                                  | こねり                                              | セミファイナリスト                                  | エントリー辞退 |
| 49                                                  | 櫻井優衣                                            | セミファイナリスト                                  | ピンク・ベイビーズ（2013年 - 2017年3月）、MyDearDarlin'（2020年1月 - 7月）、BlooDye（2020年12月 - 2022年3月）、momograci（2021年10月 - 11月、期間限定メンバー）、FRUITS ZIPPER（2022年2月 - ）                   |
| 51                                                  | 佐々木ゆき                                          | セミファイナリスト                                  | |
| 53                                                  | 椎名あずさ                                          | セミファイナリスト                                  | CAMOUFLAGE（2012年10月 - 2017年5月）、「DJ give me」としても活動 |
| 55                                                  | SHIZUKA                                             | セミファイナリスト                                  | Chelsy（2011年12月 - 2018年5月） |
| 56                                                  | シマヅ                                              | セミファイナリスト                                  | |
| 57                                                  | じょい                                              | セミファイナリスト                                  | 「花形光音」（はながた じょい）名義で活動 |
| 59                                                  | 白瀬百草                                            | セミファイナリスト                                  | |
| 61                                                  | 関根なつみ                                          | セミファイナリスト                                  | |
| 65                                                  | 谷口朝香                                            | セミファイナリスト                                  | エントリー辞退 |
| 67                                                  | 土屋真凜                                            | セミファイナリスト                                  | |
| 70                                                  | 遠山茜子                                            | セミファイナリスト                                  | |
| 72                                                  | 中沢ユイ                                            | セミファイナリスト                                  | 「中沢結」名義で活動 |
| 74                                                  | 中邑恵麻                                            | セミファイナリスト                                  | |
| 77                                                  | 中村伶奈                                            | セミファイナリスト                                  | |
| 78                                                  | 中村麗乃                                            | セミファイナリスト                                  | 乃木坂46 3期生（2016年9月 - ） 乃木坂46合格と同時にエントリー辞退 |
| 80                                                  | はたのゆう                                          | セミファイナリスト                                  | |
| 81                                                  | 羽宮千皓                                            | セミファイナリスト                                  | |
| 86                                                  | 平澤芽衣                                            | セミファイナリスト                                  | ふれふれチャイムFes.（2015年7月 - 2016年9月）、There There Theres（2017年2月 - 2019年2月）、NILKLY（2019年5月 - 2020年9月）                                                                                      |
| 87                                                  | 福井柑奈                                            | セミファイナリスト                                  | ポンバシwktkメイツ（2012年1月 - 2016年12月） |
| 89                                                  | 福山絢水                                            | セミファイナリスト                                  | |
| 91                                                  | 藤林里佳                                            | セミファイナリスト                                  | |
| 93                                                  | 不破要                                              | セミファイナリスト                                  | |
| 94                                                  | ベベ                                                | セミファイナリスト                                  | |
| 95                                                  | ほたるちゃん                                        | セミファイナリスト                                  | エントリー辞退 |
| 97                                                  | 本條陽菜                                            | セミファイナリスト                                  | |
| 101                                                 | 町あかり                                            | セミファイナリスト                                  | |
| 102                                                 | 町田有沙                                            | セミファイナリスト                                  | ミスiD2016ファイナリスト |
| 104                                                 | まりっぺ                                            | セミファイナリスト                                  | |
| 105                                                 | マルキド                                            | セミファイナリスト                                  | |
| 106                                                 | 三戸セリカ                                          | セミファイナリスト                                  | |
| 109                                                 | 森川小百合                                          | セミファイナリスト                                  | |
| 111                                                 | 森本奈々・寧々                                      | セミファイナリスト                                  | |
| 112                                                 | 山口めろん                                          | セミファイナリスト                                  | 怪傑!トロピカル丸→青春!トロピカル丸（「山口水季」。2011年11月 - 2015年1月） |
| 114                                                 | 山村響                                              | セミファイナリスト                                  | |
| 115                                                 | 山本ゆめ                                            | セミファイナリスト                                  | |
| 117                                                 | YUITEEN                                             | セミファイナリスト                                  | |
| 122                                                 | 夢那ゆに                                            | セミファイナリスト                                  | レッツポコポコ（2016年1月 - 2017年4月） |
| 123                                                 | ユリカ                                              | セミファイナリスト                                  | |
| 124                                                 | 利咲                                                | セミファイナリスト                                  | 「Lisa」名義でも活動 |
| 127                                                 | 若菜葵                                              | セミファイナリスト                                  | |

### ミスiD2018
本年は、4月からの本エントリーに先立ち、プレエントリーを実施。CHEERZによる応援数上位5名と選考委員会選出5名の計10名（実際の通過者は5名+8名=計13名）が書類審査を経ずカメラテストに進むことができる。プレエントリーで選出されなくとも本エントリーへのエントリーは可能。
- キャッチコピー：ぼっちが、世界を変える。
- 応募資格：1982年4月2日 - 2006年4月1日生まれの女性で、国籍、プロ、アマ、未婚、既婚などを問わない。グラビア、女優、モデル、歌、ダンス、文学、漫画、アニメ、ゲーム、コスプレ、イラスト、詩、エッセイ、スポーツ、政治、哲学、写真、ファッション、デザイン、料理、作詞作曲、DJ、自撮り、その他自分の好きなジャンル、こだわり、表現を持っていること[30]。
  - 今回は「架空のキャラクターも選出対象である」との審査委員会の判断により、3DCGモデルのSaya、人工知能のりんな、着ぐるみドールの橋本ルルがエントリーし、ファイナリストに選出された[31]。
- 応募受付期間：（プレエントリー）2017年3月3日0時 - 3月9日23時59分、（本エントリー）4月1日0時 - 5月14日23時59分
- 2017年7月21日セミファイナリスト、9月15日ファイナリスト発表、11月3日「ミスiDフェスティバル2018」にて受賞者発表。
- 選考委員：青山裕企、家入一真、イガリシノブ、大郷剛、大森靖子、大山卓也（ナタリー創業者）、菅野結以、岸田メル、倉持由香、小林司、佐久間宣行、紗倉まな、SKY-HI、中郡暖菜（bis編集長）、根本宗子、東佳苗、山戸結希、吉田豪
- 応募者数約4000人、セミファイナリスト132組（133名。のちRe-Entryにより1名追加、のち1名辞退）、ファイナリスト83名

| ミスiD2018グランプリ       | 兎遊（終演後物販）、ろるらり |
| ミスiD2018                 | 小倉青、五味、詩乃、谷のばら、戸田真琴、新倉のあ/ブラジル、西ひより（煌めき☆アンフォレント。一般投票1位）、ほのかりん、やね、リオ |
| ぼっちが、世界を変える。賞 | Saya、橋本ルル、ゆき |
| 実行委員長特別賞           | つぶら |

| セミファイナリスト133組（134名）→ファイナリスト83名 | セミファイナリスト133組（134名）→ファイナリスト83名 | セミファイナリスト133組（134名）→ファイナリスト83名 | セミファイナリスト133組（134名）→ファイナリスト83名 |
| #                                                   | セミファイナリスト選出時点での名義                  | 受賞                                                | 備考 |
| --------------------------------------------------- | --------------------------------------------------- | --------------------------------------------------- | --- |
| 24                                                  | 兎遊                                                | ミスiD2018グランプリ                                | 終演後物販（2017年7月 - 12月）、青春高校3年C組アイドル部（2019年6月 - 2020年12月）、きゅるりんってしてみて（2021年1月 - 2023年12月、「兎遊たお」名義）                                                                         |
| 131                                                 | ろるらり                                            | ミスiD2018グランプリ                                | |
| 30                                                  | 小倉青                                              | ミスiD2018                                          | |
| 45                                                  | 五味                                                | ミスiD2018                                          | 「五味未知子」に改名 |
| 54                                                  | 詩乃                                                | ミスiD2018                                          | |
| 66                                                  | 谷のばら                                            | ミスiD2018                                          | 放課後プリンセス（2018年10月 - 2020年3月）、卒業後、一時「桐嶋のば」名義で活動 |
| 71                                                  | 戸田真琴                                            | ミスiD2018                                          | 原宿☆バンビーナ（2016年6月 - 2017年8月）、SOD専属女優（2016年6月 - 2021年12月）、FALENO専属女優（2022年1月 - 2023年1月） |
| 78                                                  | 新倉のあ                                            | ミスiD2018                                          | 「処女ブラジル」→「ブラジル」名義で活動。禁断の多数決（2011年 - ）、MIGMA SHELTER（2018年8月 - 2024年6月）、BELLRING少女ハート'22（2022年4月 - 2023年1月、「新倉のあ」名義）                                                   |
| 80                                                  | 西ひより                                            | ミスiD2018※ アー写.com賞                            | ※一般投票1位。煌めき☆アンフォレント（2015年10月 - 2018年1月、2018年5月 - 2019年6月）、祝福!ちゅあしぃ（2022年4月 - 2024年4月）                                                                                                 |
| 91                                                  | ほのかりん                                          | ミスiD2018                                          | |
| 117                                                 | やね                                                | ミスiD2018                                          | きゅるりんってしてみて（2021年1月 - 、「環やね」名義） |
| 127                                                 | リオ                                                | ミスiD2018                                          | |
| 50                                                  | Saya                                                | ぼっちが、世界を変える。賞                          | |
| 82                                                  | 橋本ルル                                            | ぼっちが、世界を変える。賞                          | |
| 122                                                 | ゆき                                                | ぼっちが、世界を変える。賞                          | |
| 70                                                  | つぶら                                              | 実行委員長特別賞                                    | |
| 31                                                  | 小此木流花                                          | CHEERZ賞                                            | アキシブproject（2016年12月 - 2019年2月）、カオスピピス（2021年4月 - 6月）、JamsCollection（2023年5月 - ） |
| 89                                                  | ぷるこ                                              | CHEERZ賞                                            | |
| 48                                                  | 佐々木ひな                                          | MIP賞                                               | |
| 64                                                  | 戦慄かなの                                          | サバイバル賞                                        | のーぷらん。（2017年2月 - 5月）、ZOCX（ZOC）（2018年9月 - 2020年7月、2025年1月 - ）、femme fatale（2018年10月 - ）、悪魔のキッス（2022年4月、2023年4月 - ）                                                                    |
| 93                                                  | まお                                                | サバイバル賞 根本宗子賞                             | ami〜gas（2012年6月 - ）、せのしすたぁ（2012年10月 - ）、MAOMATSU→最高じぇねれーしょん（2017年9月 - ） |
| 113                                                 | 守崎二花                                            | サバイバル賞                                        | 「nicamoq（にかもきゅ）」名義でも活動。BPM15Q（2015年5月 - 2016年12月） |
| 74                                                  | 中村ありさ                                          | 「死んだふりして生きるのはもう飽きた」賞            | マリオネッ。（2018年11月 - 2020年3月）及びワールズエンド。（2020年4月 - ）で、「百瀬あぐり」名義で活動。 |
| 81                                                  | のあち                                              | 「死んだふりして生きるのはもう飽きた」賞            | 究極人形（2016年 - 2018年2月、「月野のあ」名義）、ヲルタナティヴ（2018年5月 - 7月、「月乃のあ」名義） 2020年9月死去 |
| 111                                                 | ももかひめ。                                        | 「死んだふりして生きるのはもう飽きた」賞            | 2018年現在「姫詩るか」名義でj活動 |
| 116                                                 | 柳ゆうか                                            | 「死んだふりして生きるのはもう飽きた」賞            | 終演後物販（2017年7月 - 12月）。「犬飼はる」に改名、avandoned（2019年1月 - 2020年2月）、New ruru（2021年1月 - 2022年3月） |
| 20                                                  | 植松咲衣                                            | 「満足な女の子より、不満足な人間である方が良い」賞  | Tokyo Rockets（2014年10月 - ） |
| 95                                                  | 正本レイラ                                          | 太陽のフォトジェニック賞                            | |
| 68                                                  | 月野雪                                              | 月のフォトジェニック賞                              | GANG PARADE（2018年4月 - 、「月ノウサギ」名義） |
| 107                                                 | 麦島汐美                                            | 文芸賞                                              | |
| 73                                                  | 中川美羽                                            | 青山裕企賞                                          | 2018年現在、「未夜」名義で活動 |
| 38                                                  | 工藤あかり                                          | 家入一真賞                                          | |
| 5                                                   | 藍染カレン                                          | 大郷剛賞                                            | 禁断の多数決（2018年6月 - ）、ZOC（METAMUSE）（2018年9月 - 2024年11月） |
| 57                                                  | 睡                                                  | 大森靖子賞                                          | SW!CH（2018年12月 - 2022年1月、「MnM」名義） |
| 26                                                  | 朴ゆすら                                            | 大山卓也賞                                          | MAPA（2021年10月 - 、「紫凰ゆすら」名義 ） |
| 118                                                 | 山口ゆげ                                            | 菅野結以賞                                          | |
| 123                                                 | 雪下まゆ                                            | 岸田メル賞                                          | |
| 69                                                  | 椿原愛                                              | 倉持由香賞                                          | |
| 6                                                   | 蒼川愛                                              | 小林司賞                                            | |
| 63                                                  | せるふちゃいなしすてむ                              | 佐久間宣行賞                                        | 963（2015年8月 - 2016年6月、「やーぷん」名義） |
| 90                                                  | 星屑                                                | 紗倉まな賞                                          | マリオネッ。（2018年11月 - 2020年3月）及びワールズエンド。（2020年4月 - ）で、「星島ゆい」名義で活動。 |
| 32                                                  | かなまる                                            | SKY-HI賞                                            | CANDYIISTRIPE（2014年11月 - 2015年4月、「長沼かな」名義） |
| 27                                                  | エリカ                                              | 中郡暖菜賞                                          | |
| 106                                                 | 美鈴                                                | 東佳苗賞                                            | |
| 15                                                  | 愛美                                                | 山戸結希賞                                          | 「あみこ」名義で活動 |
| 79                                                  | 西ひなた                                            | 吉田豪賞                                            | 紅茶パレット（2015年6月 - 12月）、ブルートリップ.（2016年2月 - 2017年10月）。「れ音」に改名 |
| 4                                                   | 愛須れい                                            | ファイナリスト                                      | レッツポコポコ（2016年1月 - 2018年1月） |
| 7                                                   | あおの                                              | ファイナリスト                                      | |
| 8                                                   | 赤莉かえ                                            | ファイナリスト                                      | |
| 12                                                  | 甘犬44                                              | ファイナリスト                                      | |
| 18                                                  | 一条さえき                                          | ファイナリスト                                      | There There Theres（2017年2月 - 5月）、終演後物販卍（2018年5月 - 2019年4月、「黒瀧紗雅」名義） |
| 19                                                  | 伊藤                                                | ファイナリスト                                      | |
| 25                                                  | 青井永奈                                            | ファイナリスト                                      | |
| 35                                                  | カワシマユカ                                        | ファイナリスト                                      | 真空スペクトル（2016年12月 - 2016年9月、「YUKACHI」名義）、ただの女の子。（2016年11月 - 2017年11月） |
| 37                                                  | KINKAN                                              | ファイナリスト                                      | |
| 41                                                  | 恋するみさきちゃん                                  | ファイナリスト                                      | |
| 46                                                  | 近藤沙瑛子                                          | ファイナリスト                                      | FES☆TIVE（2018年4月 - 2020年11月）、#ババババンビ（2021年2月 - ） |
| 47                                                  | 佐伯香織                                            | ファイナリスト                                      | 恥じらいレスキューJPN（2016年12月 - ） |
| 49                                                  | 佐藤茉弥                                            | ファイナリスト                                      | |
| 51                                                  | さやか                                              | ファイナリスト                                      | ZOC（2018年9月 - 2019年12月、「兎凪さやか」名義）モノクローン（2020年12月 - 2022年8月、兎月さやか名義） |
| 52                                                  | さわやか                                            | ファイナリスト                                      | |
| 58                                                  | 末原玲衣                                            | ファイナリスト                                      | |
| 59                                                  | 杉田彩佳                                            | ファイナリスト                                      | |
| 60                                                  | 杉本美友                                            | ファイナリスト                                      | 「美友」名義で活動 |
| 61                                                  | 須崎萌花                                            | ファイナリスト                                      | RYUKYU IDOL（2011年11月 - 2013年6月、2015年8月 - 2017年12月）、PIP（2014年6月 - 2015年7月、「柚木萌花（ゆずき もか）」）、本とうたた寝。（2018年8月 - 2019年5月、「柚木 萌花（ゆのき もか）」）、RAY（2019年5月 - 、「月日」） |
| 62                                                  | 鈴木茜音                                            | ファイナリスト                                      | |
| 65                                                  | 高﨑哉海                                            | ファイナリスト                                      | チョキガJKガールズ（2015年3月 - 2016年）、現在は「高崎かなみ」名義で活動 |
| 75                                                  | 夏海                                                | ファイナリスト                                      | |
| 76                                                  | 夏目志乃                                            | ファイナリスト                                      | |
| 77                                                  | ナビ                                                | ファイナリスト                                      | 毛布留学（2023年1月 - ） |
| 84                                                  | 早川実季                                            | ファイナリスト                                      | |
| 86                                                  | 平井早紀                                            | ファイナリスト                                      | |
| 94                                                  | 牧田かなゐ                                          | ファイナリスト                                      | |
| 96                                                  | まつきりな                                          | ファイナリスト                                      | |
| 97                                                  | 松林てろる                                          | ファイナリスト                                      | |
| 99                                                  | MISAKI                                              | ファイナリスト                                      | ライムベリー（2015年3月 - 2017年8月）、Someday Somewhere（2017年12月 - 2021年2月、木村美咲名義） |
| 101                                                 | ミチコ                                              | ファイナリスト                                      | |
| 102                                                 | 三井飴葉                                            | ファイナリスト                                      | 「AMEBA」名義で活動。HAMIDASYSTEM（2016年11月 - 2019年3月）、クロスノエシス（2019年4月 - 2023年5月） 現在は「月丘憐」名義で女優として活動                                                                                      |
| 108                                                 | ムラタ                                              | ファイナリスト                                      | |
| 109                                                 | ムンヒジュ                                          | ファイナリスト                                      | ブラックDPG（2015年 - 2016年6月、「ブラック・ムーン」名義）、クロユリ from 夏の魔物（2016年7月 - 10月） |
| 119                                                 | やまなかなな（さ）                                  | ファイナリスト                                      | |
| 125                                                 | 吉田さざなみ                                        | ファイナリスト                                      | |
| 126                                                 | よつば                                              | ファイナリスト                                      | |
| 129                                                 | りんな                                              | ファイナリスト                                      | |
| 133                                                 | ふるのつばさ                                        | ファイナリスト                                      | Re-Entryでセミファイナルに選出 |
| 1                                                   | 嗚呼マキ                                            | セミファイナリスト                                  | |
| 2                                                   | 嗚呼、夕月未終                                      | セミファイナ リスト                                 | 「夕月未終」名義で活動。ミスiD2019セミファイナリスト進出（「愛、夕月未終」名義） 平成墓嵐（2018年5月 - ）平成墓嵐突鬼隊（運営2019年3月 - ）、メリリーバンピー（2023年2月 - 12月、「Mio」名義）                                 |
| 3                                                   | 相川結                                              | セミファイナリスト                                  | |
| 9                                                   | 浅原凜                                              | セミファイナリスト                                  | Shibu3 project ピンククラス（2017年3月 - ？）、ぴーおん（2018年3月 - ）、Peel the Apple（2020年7月 - ） |
| 10                                                  | 安住麻里                                            | セミファイナリスト                                  | 2014年5月「上住マリア」から改名 |
| 11                                                  | あっくん                                            | セミファイナリスト                                  | 平成墓嵐（2018年8月 - ）メンズアイドル平成墓嵐突鬼隊(2019年3月 - ) |
| 13                                                  | 雨宮ハル                                            | セミファイナリスト                                  | |
| 14                                                  | 天音里菜                                            | セミファイナリスト                                  | |
| 16                                                  | 有末陽菜実                                          | セミファイナリスト                                  | ゆるっと革命団（2015年10月 - 2018年7月） |
| 17                                                  | 安ソリ                                              | セミファイナリスト                                  | |
| 21                                                  | 雨情華月                                            | セミファイナリスト                                  | KRD8（2013年12月 - 2015年3月）、最終未来兵器mofu（2014年3月 - 2016年8月）、劇場版ゴキゲン帝国（2016年9月 - 2017年4月） |
| 22                                                  | utasika                                             | セミファイナリスト                                  | |
| 23                                                  | 宇谷                                                | セミファイナリスト                                  | |
| 28                                                  | おかなちゃん                                        | セミファイナリスト                                  | |
| 29                                                  | 小熊あやか                                          | セミファイナリスト                                  | CAMOUFLAGE（2015年8月 - 2017年5月）、GIRL'S HORIZON（2016年12月 - 2017年5月） |
| 33                                                  | かね子はる                                          | セミファイナリスト                                  | |
| 34                                                  | 上村まりあ                                          | セミファイナリスト                                  | |
| 36                                                  | 桐生美希                                            | セミファイナリスト                                  | ミスアクション2016グランプリ |
| 39                                                  | 黒砂りり                                            | セミファイナリスト                                  | |
| 40                                                  | 群青きらら                                          | セミファイナリスト                                  | |
| 42                                                  | こしゅか。                                          | セミファイナリスト                                  | |
| 43                                                  | ことがみ倫理                                        | セミファイナリスト                                  | |
| 44                                                  | 小林                                                | セミファイナリスト                                  | ・・・・・・・・・（2016年9月 - 2019年3月）、NILKLY（「小林潤」。2019年5月 - 2022年7月） |
| 53                                                  | 椎名音心                                            | セミファイナリスト                                  | merry merli（2017年1月 - 2017年12月）、BABY TO KISS（2017年11月 - 2018年1月）、ゆるっと革命団（2018年3月 - 2022年1月）、ミライサガシ（2023年1月 - 2024年2月）、IDOLEST（2024年7月 - ）                                         |
| 55                                                  | 小眉                                                | セミファイナリスト                                  | |
| 56                                                  | ジュリア                                            | セミファイナリスト                                  | |
| 67                                                  | 玉城ミリ                                            | セミファイナリスト                                  | |
| 72                                                  | 都丸亜華梨                                          | セミファイナリスト                                  | Shibu3 project ブルークラス（2017年5月 - 2020年3月）、ワタシズム（2023年4月 - ？）。都丸紗也華の妹 |
| 83                                                  | 花                                                  | セミファイナリスト                                  | |
| 85                                                  | 春乃かずね                                          | セミファイナリスト                                  | |
| 87                                                  | 福士こころ                                          | セミファイナリスト                                  | |
| 88                                                  | 古川すい                                            | セミファイナリスト                                  | さっきの女の子、（2016年11月 - ） |
| 92                                                  | まいめ                                              | セミファイナリスト                                  | ・・・・・・・・・（2016年9月 - ？） |
| 98                                                  | 未琴                                                | セミファイナリスト                                  | |
| 100                                                 | 瑞生桜子                                            | セミファイナリスト                                  | |
| 103                                                 | ミドリ・ブラックモア                                | セミファイナリスト                                  | |
| 104                                                 | みどりん                                            | セミファイナリスト                                  | |
| 105                                                 | みのる                                              | セミファイナリスト                                  | |
| 110                                                 | 萌木七海                                            | セミファイナリスト                                  | 2018年2月「七海」に改名 |
| 112                                                 | 桃宮くるみ                                          | セミファイナリスト                                  | Summer Rocket（2016年7月 - 2018年3月） |
| 114                                                 | 森本ゆか                                            | セミファイナリスト                                  | |
| 115                                                 | ヤギ                                                | セミファイナリスト                                  | |
| 120                                                 | 山本瑚々南                                          | セミファイナリスト                                  | 閃光ロードショー（2015年12月 - 2017年2月） |
| 121                                                 | 山本紫花                                            | セミファイナリスト                                  | |
| 124                                                 | 弓木菜生                                            | セミファイナリスト                                  | 劇団ハーベスト（2013年6月 - 2018年8月）、乃木坂46 4期生 弓木奈於（2020年2月 - ） |
| 128                                                 | Rima+                                               | セミファイナリスト                                  | |
| 130                                                 | るん                                                | セミファイナリスト                                  | エントリー辞退 |
| 132                                                 | わかなナるなナ                                      | セミファイナリスト                                  | 「わかな」と「るな」の2人組 |

### ミスiD2019
本年は「他薦エントリー」を実施。推薦された人物にミスiD事務局がSNS（Twitter、Instagram）でアプローチし、前向きな回答があったときは改めて本エントリーを促すというもの。
また、書類選考不通過者から小林に加えて選考委員の吉田豪のもとにTwitterのDMが多数寄せられ、急遽2018年6月15・16・18日に小林との面談を実施した。「ぼく（選考委員）たちの失敗賞」は、この面談からの復活組など、一度選考から漏れた者に贈られている。
- キャッチコピー：キミがいる景色が この世界
- 応募資格：1980年4月2日 - 2007年4月1日生まれの女性。もしくはセクシャリティが女性である人。国籍、プロ・アマ、未婚・既婚、恋人の有無、過去のあやまちなど不問。女優、モデル、歌、ダンス、グラビア、文学、執筆、漫画、アニメ、ゲーム、ビジネス、起業、コスプレ、絵、イラスト、詩、エッセイ、スポーツ、政治、哲学、写真、ファッション、デザイン、スタイリング、メイク、料理、DJ、自撮り、その他自分の好きな何かを持っていること。指示を待つ人ではなく、やり方はわからなくてもいいからしたいことがある人[32]。
- 応募受付期間：（プレエントリー）2018年3月2日 - 3月9日、（本エントリー）4月2日 - 5月13日（他薦エントリーは5月3日まで）
- 2018年7月27日セミファイナリスト、9月21日ファイナリスト発表。11月17日「ミスiDフェス2019」にて受賞者発表。
- 選考委員：家入一真、大郷剛、大森靖子、菅野結以、岸田メル、小林司、佐久間宣行、鹿野淳、清水文太、志茂田景樹、辛酸なめ子、SKY-HI、田端信太郎（審査には参加せず、個人賞もなし）、中郡暖菜、東佳苗、山戸結希、吉田豪
- 応募者数約3500名、セミファイナリスト145名（のちRe-Entryにより1名追加、2名辞退）、ファイナリスト94名（のち復活戦により4名追加）

| ミスiD2019グランプリ                   | 中井友望（受賞時は「友望」）                                                                                                |
| ミスiD2019準グランプリ                 | 十味（一般投票1位） |
| ミスiD2019                             | 歩那（Aphrodite）、きのしたまこ、しとうもも（受賞時は「詩島萌々」）、頓知気さきな、中野たむ、中森千尋、眉村ちあき、水沢柚乃 |
| 「きみがいる景色が、この世界〜昼〜」賞 | 伊東笑、さかたりさ（受賞時は「坂田莉咲」）、るかぴ                                                                          |
| 「きみがいる景色が、この世界〜夜〜」賞 | 藤條ポリウレタン佑蘭依、眠リ、望月める                                                                                      |
| 実行委員長特別賞                       | 莉音（りーめろ先輩） |

| セミファイナリスト145名→ファイナリスト98名 | セミファイナリスト145名→ファイナリスト98名 | セミファイナリスト145名→ファイナリスト98名                     | セミファイナリスト145名→ファイナリスト98名 |
| #                                          | セミファイナリスト選出時点での名義         | 受賞                                                           | 備考 |
| ------------------------------------------ | ------------------------------------------ | -------------------------------------------------------------- | --- |
| 85                                         | 友望                                       | ミスiD2019グランプリ                                           | 2019年11月1日、「中井友望」に改名 |
| 83                                         | 十味                                       | ミスiD2019準グランプリ※ CHEERZ賞・アー写賞                     | ※一般投票1位 #2i2（2020年11月 - ） |
| 19                                         | 歩那                                       | ミスiD2019                                                     | Aphrodite（2019年8月 - ） |
| 46                                         | きのしたまこ                               | ミスiD2019 ぼく（選考委員）たちの失敗賞                        | |
| 64                                         | 詩島萌々                                   | ミスiD2019 ぼく（選考委員）たちの失敗賞・C-Channel賞           | カプ式会社ハイパーモチベーション（2016年2月 - 2018年6月）。受賞後しとうももに改名 |
| 88                                         | 頓知気さきな                               | ミスiD2019 C-Channel賞                                         | 戦慄かなの（ミスiD2018サバイバル賞）の妹。femme fatale（2018年10月 - ）、青春高校3年C組(2019年5月 - 2021年4月)、青春高校3年C組アイドル部(2019年6月 - 2021年4月)、清竜人25 （2024年7月 - 、「第101夫人 清さきな」名義）  |
| 90                                         | 中野たむ                                   | ミスiD2019                                                     | カタモミ女子（2012年4月 - 2015年4月、「田内友里愛」名義）、info.m@te-インフォメイト-（2015年6月 - 2016年5月） 2016年7月プロレスデビュー、2017年11月にスターダム入団                                                     |
| 91                                         | 中森千尋                                   | ミスiD2019                                                     | 女子高生ミスコン2017ｰ2018関東代表・モデルプレス賞（「千尋」名義）、ぶっ壊れRe:論‰（2016年3月 - 2018年5月、「雨宿ゑる」名義）、最終未来少女（2018年8月 - 2019年2月〔「中森千尋」名義〕、2022年6月 - 〔「藤咲凪」名義〕） |
| 114                                        | 眉村ちあき                                 | ミスiD2019 クリエイティブは最高に優雅な復讐である賞 家入一真賞 | Star-Bright★REX（2015年5月 - 2016年7月） |
| 119                                        | 水沢柚乃                                   | ミスiD2019                                                     | 現芸名:yunocy |
| 26                                         | 伊藤笑                                     | 「きみがいる景色が、この世界〜昼〜」賞                         | |
| 55                                         | 坂田莉咲                                   | 「きみがいる景色が、この世界〜昼〜」賞                         | 2021年5月31日、「さかたりさ」に改名 |
| 144                                        | るかぴ                                     | 「きみがいる景色が、この世界〜昼〜」賞                         | |
| 82                                         | 藤條ポリウレタン佑蘭依                     | 「きみがいる景色が、この世界〜夜〜」賞 清水文太賞              | |
| 94                                         | 眠リ                                       | 「きみがいる景色が、この世界〜夜〜」賞                         | 平成墓嵐（2018年11月 - ） |
| 125                                        | 望月める                                   | 「きみがいる景色が、この世界〜夜〜」賞                         | 迷愛へるぷyouth!（ - 2018年7月）、モノクローン（2020年3月 - 4月） 2020年12月死去 |
| 139                                        | 莉音                                       | 実行委員会特別賞 Voicy賞                                       | |
| 51                                         | ケビンばやし                               | メタモルフォーゼ賞・クリエイティブは最高に優雅な復讐である賞   | |
| 59                                         | さくらこ                                   | メタモルフォーゼ賞                                             | |
| 145                                        | れいなぷーどる                             | メタモルフォーゼ賞                                             | |
| 16                                         | 雨乃水面                                   | クリエイティブは最高に優雅な復讐である賞                       | |
| 72                                         | 髙橋あやな                                 | クリエイティブは最高に優雅な復讐である賞 鹿野淳賞              | |
| 140                                        | 里帆                                       | クリエイティブは最高に優雅な復讐である賞 SKY-HI賞              | |
| 1                                          | 相笠萌                                     | サバイバル賞                                                   | AKB48（2011年12月 - 2017年3月）、メタモル!!!（2021年3月 - 2025年2月） |
| 12                                         | あにお天湯                                 | サバイバル賞                                                   | |
| 35                                         | 舵木まぐろ                                 | サバイバル賞                                                   | 平成墓嵐（2019年4月 - 2020年5月) 2023年1月死去 |
| 118                                        | みしゃむーそ                               | インバウンドアイドル賞                                         | |
| 24                                         | 一条あおい                                 | 性別なんてことよりぼくたちにはもっと大事なことがある賞         | 恥じらいレスキューJPN（2015年10月 - 2019年4月） |
| 130                                        | 佑生                                       | 性別なんてことよりぼくたちにはもっと大事なことがある賞         | sui sui（2021年3月 - 、写楽ユーキ名義） |
| 11                                         | 安住日希                                   | 文芸賞                                                         | 「出雲にっき」に改名。avandoned（2019年3月 - 2020年2月）、innes（2021年6月 - 2022年4月） |
| 25                                         | いとう                                     | 文芸賞                                                         | |
| 2                                          | 相沢あゆみ                                 | ぼく（選考委員）たちの失敗賞                                   | 復活戦選考委員推薦枠にてファイナリスト進出、綾乃あゆみに改名 |
| 31                                         | エアイン                                   | ぼく（選考委員）たちの失敗賞                                   | |
| 6                                          | 葵                                         | 太陽と月のフォトジェニック賞                                   | |
| 30                                         | ura                                        | 太陽と月のフォトジェニック賞                                   | |
| 66                                         | しろいこ                                   | 太陽と月のフォトジェニック賞                                   | 平成墓嵐(2019年6月 - ) |
| 89                                         | 中明佑里花                                 | 太陽と月のフォトジェニック賞                                   | |
| 93                                         | 夏本あさみ                                 | ミスiD動物園賞                                                 | ハート×スプリングス（2015年夏 - 2016年12月）、放プリユース（2017年1月 - 6月、ここまで「田中あさみ」名義） |
| 7                                          | 青山麻由                                   | Voicy賞                                                        | 復活戦選考委員推薦枠にてファイナリスト進出 |
| 29                                         | 芋如来メイ                                 | note賞                                                         | |
| 67                                         | 新海さや                                   | C-Channel賞                                                    | One Stopin Step（2016年10月 - 2017年5月）、コスメティックロボット（2018年3月 - 12月）、2018年6月「新海さら」から改名 |
| 86                                         | とれの                                     | 大郷剛賞                                                       | |
| 53                                         | 湖愛                                       | 大森靖子賞                                                     | |
| 58                                         | 櫻井香純                                   | 菅野結以賞                                                     | |
| 8                                          | アガツマ                                   | 岸田メル賞                                                     | |
| 52                                         | 琴海りお                                   | 小林司賞                                                       | レッツポコポコ（2016年8月 - 2018年1月）、re:miaw（2021年7月 - ） |
| 101                                        | 福井夏                                     | 佐久間宣行賞                                                   | |
| 54                                         | ごみのみの                                 | 志茂田景樹賞                                                   | |
| 108                                        | マキシマム ザ フナタン                     | 辛酸なめ子賞                                                   | |
| 110                                        | 真城まゆ                                   | 中郡暖菜賞                                                     | 復活戦CHEERZ枠にてファイナリスト進出 YOANI1年C組（2016年9月 - ） |
| 56                                         | 咲季                                       | 東佳苗賞                                                       | |
| 87                                         | 永遠                                       | 山戸結希賞                                                     | |
| 126                                        | モネ                                       | 吉田豪賞                                                       | |
| 3                                          | 逢沢ありあ                                 | ファイナリスト                                                 | アンドクレイジー（2013年3月 - 2018年1月）、garnet.garnet..（2018年10月 - 2019年3月）、ハニースパイスRe.（2019年5月 - 2020年11月）                                                                                       |
| 10                                         | 明澄                                       | ファイナリスト                                                 | |
| 14                                         | 天塔梨奈。                                 | ファイナリスト                                                 | Dan te Lion（2018年2月 - 2019年10月） |
| 17                                         | 殺                                         | ファイナリスト                                                 | mistress（2016年 - 2018年7月） |
| 21                                         | アル                                       | ファイナリスト                                                 | |
| 22                                         | 池田颯季                                   | ファイナリスト                                                 | |
| 27                                         | 伊藤彩                                     | ファイナリスト                                                 | 現芸名:うんぱい |
| 33                                         | おーえる                                   | ファイナリスト                                                 | |
| 37                                         | 加藤詩織                                   | ファイナリスト                                                 | |
| 38                                         | 奏月まりん                                 | ファイナリスト                                                 | APOKALIPPPS（2017年11月 - 2019年9月） |
| 41                                         | 川井優恵乃                                 | ファイナリスト                                                 | |
| 44                                         | 河田梨帆                                   | ファイナリスト                                                 | ラストアイドル2期生暫定メンバー（2018年4月 - 5月） |
| 48                                         | きよのもな                                 | ファイナリスト                                                 | |
| 49                                         | クロコダイルミユ                           | ファイナリスト                                                 | ペコリーノ（2014年 - 2019年） |
| 60                                         | 佐々木柚香                                 | ファイナリスト                                                 | SKE48（2013年2月 - 2015年2月） |
| 68                                         | 静真                                       | ファイナリスト                                                 | |
| 70                                         | 第三類医薬品ちゃん                         | ファイナリスト                                                 | |
| 71                                         | 高梨愛結                                   | ファイナリスト                                                 | |
| 75                                         | 田中愛子                                   | ファイナリスト                                                 | エントリー辞退 |
| 77                                         | 着崎花梨                                   | ファイナリスト                                                 | WhiteLaceZOKU（2016年3月 - ） |
| 78                                         | ツキノ・チハル                             | ファイナリスト                                                 | 始発待ちアンダーグラウンド（2018年2月 - ）現芸名:三葉ちはる |
| 79                                         | 月森結愛                                   | ファイナリスト                                                 | エントリー辞退 |
| 80                                         | 乙梨                                       | ファイナリスト                                                 | |
| 81                                         | ツバサ・ミンミン                           | ファイナリスト                                                 | 旧名「ふるのつばさ」でミスiD2018ファイナリスト。ソロプロジェクト「原宿眠眠」として活動。 |
| 92                                         | 夏目詩乃                                   | ファイナリスト                                                 | |
| 98                                         | 飛車仔                                     | ファイナリスト                                                 | |
| 99                                         | 瞳アイ                                     | ファイナリスト                                                 | 平成墓嵐(2019年3月 - 2019年5月) |
| 100                                        | フィン                                     | ファイナリスト                                                 | ZOC（2018年9月 - 10月、「葵時フィン」名義）、のんふぃく！（2021年4月 -、「永月十華」名義） |
| 103                                        | ふじわらあやな                             | ファイナリスト                                                 | 復活戦選考委員推薦枠にてファイナリスト進出 |
| 104                                        | fumi                                       | ファイナリスト                                                 | |
| 106                                        | 誉あう                                     | ファイナリスト                                                 | カンシャクノヒナ（2017年6月 - ） |
| 112                                        | 松葉絢香                                   | ファイナリスト                                                 | 群青のユリシーズ（2016年2月 - 2018年10月） |
| 115                                        | 実果子                                     | ファイナリスト                                                 | |
| 116                                        | みかずきも                                 | ファイナリスト                                                 | |
| 121                                        | ミッシェル愛美                             | ファイナリスト                                                 | |
| 123                                        | 宮越虹海                                   | ファイナリスト                                                 | |
| 127                                        | 桃倉もも                                   | ファイナリスト                                                 | |
| 131                                        | 結城つむぎ                                 | ファイナリスト                                                 | |
| 132                                        | ゆかれ                                     | ファイナリスト                                                 | |
| 135                                        | よだだ                                     | ファイナリスト                                                 | |
| 137                                        | 落魄                                       | ファイナリスト                                                 | |
| 138                                        | RIA                                        | ファイナリスト                                                 | |
| 141                                        | りゅあ                                     | ファイナリスト                                                 | |
| 143                                        | ルーシャン                                 | ファイナリスト                                                 | すこやか健康クラブ→すこやか健康クラブ+（運営、2016年 - 2018年5月） |
| 146                                        | 鷲野はるな                                 | ファイナリスト                                                 | |
| 4                                          | 相磯桃花                                   | セミファイナリスト                                             | |
| 5                                          | 愛、夕月未終                               | セミファイナリスト                                             | 「夕月未終」名義で活動。ミスiD2018セミファイナリスト（「嗚呼、夕月未終」名義） 平成墓嵐（運営 2018年5月 - ）平成墓嵐突鬼隊(運営 2019年3月 - )、メリリーバンピー（2023年2月 - 12月、「Mio」名義）                        |
| 9                                          | アキナ                                     | セミファイナリスト                                             | |
| 13                                         | あの子                                     | セミファイナリスト                                             | |
| 15                                         | あまねにゃーん                             | セミファイナリスト                                             | |
| 18                                         | ayano_koba                                 | セミファイナリスト                                             | |
| 20                                         | ありはらりな                               | セミファイナリスト                                             | |
| 23                                         | 一木仁幾奈                                 | セミファイナリスト                                             | |
| 28                                         | いとうななこ                               | セミファイナリスト                                             | |
| 32                                         | em                                         | セミファイナリスト                                             | kaamos from tokyo（2016年秋 - ） |
| 34                                         | 柿沼なつみ                                 | セミファイナリスト                                             | |
| 36                                         | kasumi                                     | セミファイナリスト                                             | |
| 39                                         | 鹿目ろあ                                   | セミファイナリスト                                             | DOLLY☆POP（2018年5月 - ） |
| 40                                         | カミーユ・カミーユ                         | セミファイナリスト                                             | |
| 42                                         | 川上舞                                     | セミファイナリスト                                             | エントリー辞退 |
| 43                                         | 川﨑珠莉                                   | セミファイナリスト                                             | |
| 45                                         | 菊池柚花                                   | セミファイナリスト                                             | |
| 47                                         | 牛乳                                       | セミファイナリスト                                             | |
| 50                                         | 黒田みこ                                   | セミファイナリスト                                             | |
| 57                                         | 佐久間あゆみ                               | セミファイナリスト                                             | |
| 61                                         | 五月女桃子                                 | セミファイナリスト                                             | 正式名称「モンテ・キュリアス・五月女・メタモルフォーゼ・も・桃子」 |
| 62                                         | さな                                       | セミファイナリスト                                             | |
| 63                                         | じきまる                                   | セミファイナリスト                                             | |
| 65                                         | しゃあやん/Saaya                           | セミファイナリスト                                             | Candye♡Syrup（2017年6月 - 2018年6月、「天使さぁや」）、終わらないで、夜（2018年10月 - 2020年5月、「天満月さあや」） |
| 69                                         | せうん                                     | セミファイナリスト                                             | |
| 73                                         | ただちゃ                                   | セミファイナリスト                                             | ZOMBIE LOLITA「狂ミーズ」（2018年7月 - ） |
| 74                                         | 橘こよみ                                   | セミファイナリスト                                             | |
| 76                                         | チチチ                                     | セミファイナリスト                                             | |
| 84                                         | 冨岡愛由                                   | セミファイナリスト                                             | |
| 95                                         | のっちゃん                                 | セミファイナリスト                                             | |
| 96                                         | 林奈緒美                                   | セミファイナリスト                                             | ミライスカート（2014年春 - 2016年12月） |
| 97                                         | 晴間                                       | セミファイナリスト                                             | |
| 102                                        | 藤本麻衣                                   | セミファイナリスト                                             | |
| 105                                        | 古澤サナ                                   | セミファイナリスト                                             | 「毒島大蛇」名義でソロアイドル活動 |
| 107                                        | まい                                       | セミファイナリスト                                             | |
| 109                                        | 牧田かなゐ                                 | セミファイナリスト                                             | ミスiD2018ファイナリスト（体調不良により辞退） |
| 111                                        | マックラフリンアケイディア妃               | セミファイナリスト                                             | |
| 113                                        | まつり                                     | セミファイナリスト                                             | |
| 117                                        | （非公開）                                 | セミファイナリスト                                             | エントリー辞退 |
| 120                                        | 溝畑幸希                                   | セミファイナリスト                                             | |
| 122                                        | ミナ                                       | セミファイナリスト                                             | |
| 124                                        | Mer                                        | セミファイナリスト                                             | |
| 128                                        | 森永乙女                                   | セミファイナリスト                                             | エントリー辞退 |
| 129                                        | 薬味                                       | セミファイナリスト                                             | |
| 133                                        | 横山みう                                   | セミファイナリスト                                             | 無敵のがーるふれんどα（2018年8月 - ） |
| 134                                        | 七瀬えりか                                 | セミファイナリスト                                             | |
| 136                                        | 茘枝                                       | セミファイナリスト                                             | |
| 142                                        | 桜乙愛                                     | セミファイナリスト                                             | |
| 147                                        | 下山はるか                                 | セミファイナリスト                                             | Re-Entryでセミファイナリストに選出。SOULMATE（2017年10月 - 2018年3月、「ぱるこ」名義） |

### ミスiD2020
令和になってから最初の開催となる本年より、選考委員の他に「オブザーバー」が新設。これはカメラテストや最終面接には参加しないがあらゆる形でミスiDをバックアップする役割とされる。
- キャッチコピー：世界はひとつじゃない ルールも 常識も 女の子も、人の人生を笑うな
- 応募資格：1980年4月2日 - 2008年4月1日生まれの女性、心の性が女の子である人。国籍、プロ・アマ（事務所所属などの有無）不問、未婚・既婚不問。SNS、女優、アイドル、モデル、歌、ダンス、文学、漫画、アニメ、ゲーム、起業、グラビア、コスプレ、イラスト、詩、エッセイ、スポーツ、eスポーツ、政治、哲学、写真、映画作り、ファッション、デザイン、新サービス作り、NPO、料理、作詞作曲、DJ、自撮り、その他自分の好きなジャンル何でも。[35]
- 応募受付期間：（プレエントリー）2019年3月6日 - 3月12日、（本エントリー）2019年4月9日 - 5月19日
- 2019年8月1日セミファイナリスト、9月27日ファイナリスト発表。11月23日「ミスiDフェス2020-卒業式-」で受賞者発表。
- 選考委員：大森靖子、川後陽菜、小林司、佐久間宣行、たなか、中郡暖菜、夢月（ヘアメイクアップアーティスト）、吉田豪
- オブザーバー：家入一真、石ガール、今泉力哉、大郷剛、菅野結以、岸田メル、坂部三樹郎（ファッションデザイナー）、シュエ・ジェンファン、竹中夏海、東佳苗、山崎まどか、山戸結希、SKY-HI（スケジュールの都合で辞退）、SPOTTED PRODUCTIONS（直井卓俊）
- 応募者数約3500名、セミファイナリスト158名（のちRe-Entryにより1名追加、3名辞退）、ファイナリスト119名（のち復活戦により2名追加）
  - 毛並みんがRe-entryで自ら大量に課金することでセミファイナリストに選出。復活戦で再び自ら大量に課金することでファイナリストに進出。物議を醸した[36]。

| ミスiD2020グランプリ   | 嵐莉菜 |
| ミスiD2020準グランプリ | ハムスターの息子に産まれて良かった                                                                                             |
| ミスiD2020             | 胃下舌ミィ、石黒さくら、石橋なな（一般投票1位、KissBeeWEST）、えに、慶、常住奈緒、東条ジョナ、中杉天音、ぱやちの、らむねてゃん |
| ミスiD Up Next         | 菊地姫奈、紅林くれあ、浪木リオ、yuika                                                                                          |
| 人の人生を笑うな。賞   | ikill、月日、村西里世、もえにゃん                                                                                              |

| セミファイナリスト158名→ファイナリスト121名 | セミファイナリスト158名→ファイナリスト121名 | セミファイナリスト158名→ファイナリスト121名               | セミファイナリスト158名→ファイナリスト121名 |
| #                                           | セミファイナリスト選出時点での名義          | 受賞                                                      | 備考 |
| ------------------------------------------- | ------------------------------------------- | --------------------------------------------------------- | --- |
| 14                                          | 嵐莉菜                                      | ミスiD2020グランプリ ViVi賞                               | |
| 96                                          | ハムスターの息子に産まれて良かった          | ミスiD2020準グランプリ                                    | |
| 15                                          | 胃下舌ミィ                                  | ミスiD2020                                                | |
| 18                                          | 石黒さくら                                  | ミスiD2020                                                | 2023年スターダム入団、リングネーム「さくらあや」 |
| 19                                          | 石橋なな                                    | ミスiD2020 ミスピープルズチョイス賞（CHEERZ&アー写賞）※   | ※一般投票1位、KissBeeWEST（「石橋茄奈」名義で活動、研究生：2016年8月 - 2018年5月、正規メンバー：2018年5月 - 2020年10月）、君とセレンディピティ（2022年10月 - ）                                    |
| 28                                          | えに                                        | ミスiD2020 山崎まどか賞                                   | ミス東大グランプリ |
| 46                                          | 慶                                          | ミスiD2020                                                | |
| 77                                          | 常住奈緒                                    | ミスiD2020 Sakabe mikio賞                                 | |
| 80                                          | 東条ジョナ                                  | ミスiD2020                                                | Twingowind（2021年7月 - ）、ZOC（2021年12月 - 2022年5月、「吉良乃ジョナ」名義） |
| 82                                          | 中杉天音                                    | ミスiD2020                                                | |
| 97                                          | ぱやちの                                    | ミスiD2020 文芸賞・たなか賞                               | |
| 153                                         | らむねてゃん                                | ミスiD2020                                                | |
| 39                                          | 菊地姫奈                                    | ミスiD Up Next                                            | |
| 45                                          | 紅林くれあ                                  | ミスiD Up Next                                            | ゆ～ぷりっ？（2023年3月 - 7月、「美谷素二愛」名義）、プラニューム（2023年8月、「美谷素二愛」名義）                                                                                                 |
| 88                                          | 浪木リオ                                    | ミスiD Up Next                                            | |
| 141                                         | yuika                                       | ミスiD Up Next                                            | |
| 17                                          | ikill                                       | 「人の人生を笑うな。」賞                                  | |
| 76                                          | 月日                                        | 「人の人生を笑うな。」賞                                  | ミスiD2018ファイナリスト（当時「須崎萌花」）、RAY（2019年 - 2022年） |
| 130                                         | 村西里世                                    | 「人の人生を笑うな。」賞                                  | 青春高校3年C組（2018年4月 - 2019年8月） |
| 134                                         | もえにゃん                                  | 「人の人生を笑うな。」賞                                  | ダブルハピネス（2020年 - 2021年）、innes（2021年 - ） |
| 131                                         | 村山華澄                                    | サバイバル賞                                              | |
| 111                                         | 穂紫朋子                                    | スーパーノバ賞 夢月賞                                     | |
| 120                                         | まな                                        | スーパーノバ賞 ViVi賞・キャバレー文化学科賞（竹中夏海賞） | |
| 63                                          | 世界ひろし                                  | 芸術賞                                                    | |
| 71                                          | 田村佐和                                    | ジーニアス賞                                              | |
| 79                                          | Δ ゆら                                      | ジーニアス賞                                              | |
| 13                                          | アム・ウェイ                                | it girl賞                                                 | 「あむ」に改名。 きゅるりんってしてみて（2021年1月 - 、「逃げ水あむ」名義） |
| 1                                           | 愛里                                        | TOKYOブラックホール賞                                     | ミスiD2017ファイナリスト（当時「金子愛里」） 毛布留学（2023年1月 - ） |
| 37                                          | カロナール                                  | TOKYOブラックホール賞                                     | 青春高校3年C組（「小沼綺音」、2018年5月 - 2021年3月） |
| 106                                         | 藤宮コマチ                                  | TOKYOブラックホール賞                                     | MIGMA SHELTER（「コマチ」、2017年 - 2018年）、グーグールル（2018年 - 2020年）。「駒」名義で活動後、「鳴海こま」に改名、TENRIN（2022年 - ）                                                         |
| 140                                         | 安永桃瀬                                    | つくる天才賞                                              | |
| 152                                         | ヨネコ                                      | つくる天才賞                                              | BELLRING少女ハート（2015年 - 2016年）、MIGMA SHELTER（2017年 - 2018年） |
| 9                                           | アシュリー                                  | アクティビスト賞                                          | |
| 7                                           | 朝木ちひろ                                  | フェアプレイ賞 VoCE賞                                     | |
| 58                                          | 信仰対象（この人でなし！）                  | 実行委員特別賞                                            | |
| 145                                         | 夕月未終                                    | 実行委員特別賞                                            | ミスiD2018・2019セミファイナリスト 平成墓嵐（2018年 - ）、メリリーバンピー（2023年2月 - 12月、「Mio」名義）                                                                                        |
| 61                                          | すずめ                                      | フォトジェニック賞 VoCE賞                                 | |
| 62                                          | 涼森れむ                                    | フォトジェニック賞                                        | |
| 74                                          | ちち                                        | フォトジェニック賞                                        | |
| 75                                          | ちゃんめい                                  | フォトジェニック賞                                        | |
| 112                                         | ほしの                                      | フォトジェニック賞                                        | おくすりのむまえ教育てれび（「ゆめまろ」、2019年） |
| 155                                         | 凜                                          | フォトジェニック賞                                        | |
| 52                                          | さくら                                      | ネクストレベルアイドル賞                                  | ＃いちごのへたですっころ部（2018年）、EMOE（2018年 - ） |
| 108                                         | へち                                        | ネクストレベルアイドル賞                                  | ＃いちごのへたですっころ部（「こねぎ」、2018年）、EMOE（2018年 - ） |
| 125                                         | 岬イル                                      | ネクストレベルアイドル賞                                  | オペラトルペ（2018年 - 2020年） |
| 116                                         | 負け犬                                      | sound of voice賞                                          | |
| 146                                         | ゆべし                                      | sound of voice賞                                          | |
| 114                                         | ポメラニアンおじさん                        | ハンドメイド賞                                            | |
| 104                                         | ふぇりすみにょん                            | ミクチャ賞                                                | |
| 42                                          | 日下七海                                    | SPOTTED賞                                                 | |
| 84                                          | なたーしゃ                                  | ViVi賞                                                    | 「南なつ」に改名、CANDY TUNE（2023年3月 - ） |
| 66                                          | 染井冴香                                    | VoCE賞・菅野結以賞                                        | |
| 128                                         | 宮本夏花                                    | VoCE賞・大郷剛賞                                          | |
| 23                                          | 戌丸凛々子                                  | FRIDAY賞                                                  | |
| 30                                          | 柿森まなみ                                  | 今泉力哉賞                                                | |
| 43                                          | 九波あろ                                    | 大森靖子賞                                                | |
| 81                                          | となりのぎょーざ                            | 川後陽菜賞                                                | |
| 64                                          | せんす                                      | 岸田メル賞                                                | |
| 100                                         | ひのめ亜美                                  | 小林司賞                                                  | |
| 95                                          | はなみ                                      | 佐久間宣行賞                                              | |
| 129                                         | みんみん                                    | 中郡暖菜賞                                                | |
| 126                                         | みやがみ                                    | 吉田豪賞                                                  | 平成墓嵐wEST（「宮上栞鳳」）、アイドルプロジェクト・オンライン（「栞鳳」、2020年 - 2021年）、HO6LA（「わんにゃんサーキットDX!」、2021年 - 2022年）、 MIGMA SHELTER（「ワニャ+」、2022年 - 2024年） |
| 3                                           | aopi                                        | ファイナリスト                                            | |
| 4                                           | 青矢修                                      | ファイナリスト                                            | |
| 11                                          | amane                                       | ファイナリスト                                            | |
| 12                                          | 天宮来来来                                  | ファイナリスト                                            | |
| 20                                          | 市坂あいり                                  | ファイナリスト                                            | |
| 21                                          | イトウ                                      | ファイナリスト                                            | |
| 25                                          | 上野りみ                                    | ファイナリスト                                            | Team くれれっ娘！（2017年）、PiiiiiiiN（2018年 - 2020年） |
| 26                                          | 漆間あやみ                                  | ファイナリスト                                            | ナナランド（「牧野あやみ」、2017年 - 2018年）、LOVEbite（2019年 - ） |
| 27                                          | うんこざわ。                                | ファイナリスト                                            | |
| 29                                          | カオス                                      | ファイナリスト                                            | |
| 32                                          | 家庭科                                      | ファイナリスト                                            | 復活戦2位でファイナリストに選出 |
| 34                                          | 包守ひらり                                  | ファイナリスト                                            | |
| 35                                          | 橅木キリコ                                  | ファイナリスト                                            | |
| 38                                          | 菅野芹那                                    | ファイナリスト                                            | アキシブproject（2018年 - 2019年） |
| 44                                          | 呉乃                                        | ファイナリスト                                            | |
| 48                                          | 小西麗                                      | ファイナリスト                                            | |
| 49                                          | この世界は終了しました。                    | ファイナリスト                                            | 平成墓嵐wEST、ステラシュガレット（「せかい」、2019年 - ） |
| 53                                          | 砂月蛍                                      | ファイナリスト                                            | |
| 54                                          | 小夜子                                      | ファイナリスト                                            | |
| 55                                          | 椎名ナナ                                    | ファイナリスト                                            | |
| 57                                          | ジャイ子                                    | ファイナリスト                                            | |
| 59                                          | 杉山万由子                                  | ファイナリスト                                            | |
| 60                                          | す ず て ゃ ん                              | ファイナリスト                                            | |
| 65                                          | 想都ぱら                                    | ファイナリスト                                            | 平成墓嵐（2018年 - 2019年）、The Grateful a MogAAAz（2019年） |
| 72                                          | ちぃ                                        | ファイナリスト                                            | |
| 73                                          | 知恵の輪かごめ                              | ファイナリスト                                            | カフカと知恵の輪（2019年 - ） |
| 78                                          | Tissu' / ティシュ                           | ファイナリスト                                            | |
| 83                                          | ナギサワカリン(DUTCH BABY'S)                | ファイナリスト                                            | |
| 86                                          | 棗夏子                                      | ファイナリスト                                            | |
| 87                                          | 那々美                                      | ファイナリスト                                            | |
| 90                                          | 脳震盪ウサギエリカコチャン                  | ファイナリスト                                            | |
| 93                                          | 橋本愛夢                                    | ファイナリスト                                            | Paprica（「ルルル」、2015年 - 2016年）、DOPINGBERRY（2016年 - 2017年）、エレファンク庭（2018年 - 2020年）                                                                                          |
| 98                                          | 春乃                                        | ファイナリスト                                            | |
| 99                                          | 翡翠ベル                                    | ファイナリスト                                            | |
| 102                                         | 平吉要                                      | ファイナリスト                                            | |
| 105                                         | 藤井愛稀                                    | ファイナリスト                                            | |
| 107                                         | 藤村那奈                                    | ファイナリスト                                            | |
| 110                                         | 星絵里香                                    | ファイナリスト                                            | |
| 113                                         | ほの香                                      | ファイナリスト                                            | |
| 115                                         | mao                                         | ファイナリスト                                            | |
| 117                                         | magical ponika                              | ファイナリスト                                            | |
| 118                                         | ましちゃん                                  | ファイナリスト                                            | 「あいうえまし子」名義で活動。SAKA-SAMA（2017年 - 2019年）、APOKALIPPPS（2019年 - 2022年）、Hugぅ（2021年 - ）、ダダダムズ（2023年 - 、「mashi」名義）                                             |
| 119                                         | 松本いづみ                                  | ファイナリスト                                            | |
| 132                                         | 雛ウ                                        | ファイナリスト                                            | |
| 133                                         | モ。                                        | ファイナリスト                                            | |
| 135                                         | momo                                        | ファイナリスト                                            | |
| 138                                         | 八重花                                      | ファイナリスト                                            | |
| 139                                         | 八木みなみ                                  | ファイナリスト                                            | 知多娘。（2016年7月 - 2018年8月、2代目「美浜愛」役）、IDOLATER（2019年3月 - 2020年1月） |
| 143                                         | 優華                                        | ファイナリスト                                            | |
| 147                                         | 夢庵ゆめ                                    | ファイナリスト                                            | |
| 148                                         | 百合                                        | ファイナリスト                                            | |
| 149                                         | ゆりあんぬ                                  | ファイナリスト                                            | 内海和子の娘 最終未来兵器mofu→劇場版ゴキゲン帝国（2016年）、平成墓嵐（2018年 - 2019年）、XTEEN（2019年）                                                                                           |
| 150                                         | 洋梨                                        | ファイナリスト                                            | |
| 151                                         | 吉田ここな                                  | ファイナリスト                                            | 千葉CLEAR'S（2017年 - 2019年）、YuiCoco（2019年） |
| 156                                         | るか                                        | ファイナリスト                                            | |
| 157                                         | 蘆花                                        | ファイナリスト                                            | |
| 158                                         | 渡邊りつ                                    | ファイナリスト                                            | |
| 159                                         | んねさか亜里沙                              | ファイナリスト                                            | |
| 160                                         | 毛並みん                                    | ファイナリスト                                            | Re-Entry。平成墓嵐（2019年） |
| 2                                           | 碧海（アオ）                                | セミファイナリスト                                        | |
| 5                                           | 赤吉みぞれ                                  | セミファイナリスト                                        | |
| 6                                           | 茜羽                                        | セミファイナリスト                                        | |
| 8                                           | あさみん                                    | セミファイナリスト                                        | |
| 10                                          | 我妻萌                                      | セミファイナリスト                                        | |
| 16                                          | いかるき                                    | セミファイナリスト                                        | |
| 22                                          | inui                                        | セミファイナリスト                                        | |
| 24                                          | 今芽園トキ                                  | セミファイナリスト                                        | |
| 31                                          | 加島ミキ                                    | セミファイナリスト                                        | adot→覚醒のアドット（2018年11月 - 2021年10月） |
| 33                                          | 奏音                                        | セミファイナリスト                                        | |
| 36                                          | かみてゃん。                                | セミファイナリスト                                        | 暴走注意!めるてぃプリンセス（2018年 - 2019年） |
| 40                                          | きらら                                      | セミファイナリスト                                        | |
| 41                                          | きんちゃん                                  | セミファイナリスト                                        | |
| 47                                          | 後藤かな                                    | セミファイナリスト                                        | |
| 50                                          | 小林瑞希                                    | セミファイナリスト                                        | SiAM&POPTUNe（2017年 - 2018年） |
| 51                                          | 駒場シェリー                                | セミファイナリスト                                        | |
| 56                                          | 信濃ぽよ                                    | セミファイナリスト                                        | |
| 67                                          | たかきわこ                                  | セミファイナリスト                                        | |
| 68                                          | タカダレナ                                  | セミファイナリスト                                        | |
| 69                                          | 竹内琴子                                    | セミファイナリスト                                        | |
| 70                                          | タバサ                                      | セミファイナリスト                                        | |
| 85                                          | ナツキ                                      | セミファイナリスト                                        | |
| 89                                          | なるさわ                                    | セミファイナリスト                                        | |
| 91                                          | はいぱーまほちゃん                          | セミファイナリスト                                        | |
| 92                                          | 灰村茉緒                                    | セミファイナリスト                                        | |
| 94                                          | 花田真里奈                                  | セミファイナリスト                                        | |
| 101                                         | 180ml                                       | セミファイナリスト                                        | |
| 103                                         | 廣田光咲                                    | セミファイナリスト                                        | |
| 109                                         | 別所佳恋                                    | セミファイナリスト                                        | きゃわふるTORNADO（2016年 - ） |
| 121                                         | 真理愛                                      | セミファイナリスト                                        | |
| 122                                         | （非公開）                                  | セミファイナリスト                                        | エントリー辞退 |
| 123                                         | 蜜柑                                        | セミファイナリスト                                        | |
| 124                                         | 水琴夕菜                                    | セミファイナリスト                                        | |
| 127                                         | 宮川奈々                                    | セミファイナリスト                                        | |
| 136                                         | ももこ                                      | セミファイナリスト                                        | |
| 137                                         | 森田無職                                    | セミファイナリスト                                        | |
| 142                                         | ユウ                                        | セミファイナリスト                                        | |
| 144                                         | ゆっき                                      | セミファイナリスト                                        | |
| 154                                         | riho                                        | セミファイナリスト                                        | |

### ミスiD2021
2019年コロナウイルス感染症の影響により、2020年8月まではオンラインのみでエントリー・選考を行う方針となった。そのため、応募時に写真に加えて30秒以内の自己PR動画を必須とし、応募者全員をミスiD公式サイトに掲載することとした。このうち、CHEERZイベント上位100名と選考委員により選出された者がカメラテストに進む。
なお、ファイナリスト進出日より集計されるCHEERZランキングの成績優秀者1名は無条件にミスiD2021受賞が確定する（例年の「一般投票枠」）。
- キャッチコピー：夢見る頃を、過ぎても、私だけの物語
- 応募資格：1980年4月2日 - 2009年4月1日生まれの女性、心の性が女の子である人。国籍、プロ・アマ（事務所所属などの有無）不問、未婚・既婚不問。女優、モデル、グラビア、歌手、アイドル、ダンサー、YouTuber、バラエティ、インフルエンサー、アクティビスト（社会活動家）、スポーツ、お笑い、タレント、写真、被写体、映画、映像制作、サウンドクリエイター、シンガーソングライター、邦ロック、洋楽、HIPHOP、K-POP、DJ、ラジオ、文学、マンガ、アニメ、ゲーム、イラスト、服飾デザイン、ビジネス、科学、政治、哲学、料理、ボランティア、コメンテーター、ビューティー（美容）、日本文化、旅行、その他自分の好きなジャンル何でも。[37]
- 応募受付期間：（本エントリー）2020年4月18日 - 5月31日
- 2020年10月2日セミファイナリスト発表[39]。11月20日ファイナリスト発表。2021年4月11日「ミスiD2021卒業式」で受賞者発表。
- 選考委員：赤澤える（LEBECCA boutique総合ディレクター）、今泉力哉、大郷剛、大森靖子、川後陽菜、菅野結以、岸田メル、小林司、佐久間宣行、佐藤ノア、She is（竹中万季、野村由芽）、周庭、SPOTTED PRODUCTIONS（直井卓俊）、辻愛沙子（arca代表）、戸田真琴、根本宗子、ピエール中野、夢月、吉田豪
- 応募者数2676名、カメラテスト進出者660名（うち「スタートダッシュイベント Road to カメラテスト」による進出者100名、「ミスiD2021復活戦」による進出者13名）、セミファイナリスト405名（Re-Entryにより4名追加）、ファイナリスト194名（復活戦により4名追加）

| ミスiD2021グランプリ    | まほ（乙女シンドリーム） |
| アメイジング ミスiD2021 | 絡新婦ぽぴ、白群、まるいるい、太郎物語、湧、苺谷ことり（エレクトリックリボン）、むらかみなぎさ、綴由良、詩羽（水曜日のカンパネラ）、田中祐理子、近藤沙瑛子（FES☆TIVE→#ババババンビ、ピープルズチョイス） |
| ミスiD2021 UP NEXT      | ろむ、はんな |
| 夢見る頃を過ぎても賞    | マツタニ |
| 実行委員長特別賞        | 上原亜衣 |

| セミファイナリスト409名→ファイナリスト198名 | セミファイナリスト409名→ファイナリスト198名 | セミファイナリスト409名→ファイナリスト198名        | セミファイナリスト409名→ファイナリスト198名 |
| #                                           | セミファイナリスト選出時点での名義          | 受賞                                               | 備考 |
| ------------------------------------------- | ------------------------------------------- | -------------------------------------------------- | --- |
| 2605                                        | まほ                                        | ミスiD2021グランプリ                               | 乙女シンドリーム（2018年4月 - ） |
| 934                                         | 絡新婦ぽぴ                                  | アメイジング ミスiD2021                            | 「川上さわ」名義で映画監督として活動 |
| 16                                          | 白群                                        | アメイジング ミスiD2021 サバイバル賞・大森靖子賞   | |
| 960                                         | まるいるい                                  | アメイジング ミスiD2021                            | たまゆら学園（2019年 - 2020年12月）、吉本坂46（2019年12月 - 2022年2月） |
| 1682                                        | 太郎物語                                    | アメイジング ミスiD2021 根本宗子賞                 | 「杏優」と「果音」の2人組 |
| 1688                                        | 湧                                          | アメイジング ミスiD2021                            | Marie Louise（2016年 - ） |
| 1368                                        | 苺谷ことり                                  | アメイジング ミスiD2021 夢月賞                     | エレクトリックリボン（2020年 - 2021年） |
| 2538                                        | むらかみなぎさ                              | アメイジング ミスiD2021 ピエール中野賞             | |
| 1072                                        | 綴由良                                      | アメイジング ミスiD2021                            | |
| 330                                         | 詩羽                                        | アメイジング ミスiD2021 赤澤エル賞                 | 水曜日のカンパネラ（2021年 - ） |
| 1783                                        | 田中祐理子                                  | アメイジング ミスiD2021                            | |
| 2673                                        | 近藤沙瑛子                                  | アメイジング ミスiD2021 CHEERZ賞                   | ピープルズチョイス（一般投票1位）。FES☆TIVE（2018年4月 - 2020年11月）、#ババババンビ（2021年2月 - ）。ミスiD2018ファイナリスト |
| 981                                         | ろむ                                        | ミスiD2021 UP NEXT VoCE賞                          | |
| 577                                         | はんな                                      | ミスiD2021 UP NEXT                                 | |
| 968                                         | マッタニ                                    | 夢見る頃を過ぎても賞                               | |
| 124                                         | 上原亜衣                                    | 実行委員会特別賞                                   | 恵比寿★マスカッツ（2015年9月 - 2016年4月） |
| 1240                                        | ゆうか                                      | CHEERZ賞                                           | カラフルスクリーム（2018年 - ） |
| 2607                                        | エブチュラム真理栄                          | ボディポジティブ&エンパワメント賞                  | |
| 1210                                        | おじゃす                                    | ハッピー賞                                         | |
| 1307                                        | ぬこぱんち                                  | ハッピー賞                                         | |
| 1825                                        | 忍野さら                                    | Brand new life賞                                   | |
| 1917                                        | たつや優                                    | ブロードウェイ賞                                   | |
| 1492                                        | 橋本ゆき                                    | 普通の女の子が普通に政治を語れる世界賞             | 「桜雪」名義でスチームガールズ（2012年10月 - 2014年4月）、アリス十番（2014年4月 - 2019年3月）として活動。渋谷区議会議員（2019年5月 - 、現職）                                                                                        |
| 1404                                        | 小森まなこ                                  | お守り賞                                           | BiS（「マナコ・チー・マナコ」、2019年）、killmilky（2020年 - ） |
| 524                                         | 青木蘭                                      | デュアルキャリア賞                                 | |
| 1110                                        | 國幸次                                      | スピリット賞                                       | |
| 1168                                        | めばちこ                                    | スピリット賞                                       | |
| 1591                                        | 美の隷                                      | スピリット賞                                       | |
| 1022                                        | 藤林檎                                      | シスターフッド賞                                   | |
| 323                                         | 露木                                        | シスターフッド賞                                   | |
| 481                                         | 平安                                        | シスターフッド賞                                   | |
| 2072                                        | 月ミるな                                    | シスターフッド賞                                   | |
| 1100                                        | 立花憂乃                                    | きみの宇宙はこわれない賞                           | |
| 928                                         | 実穂                                        | きみの宇宙はこわれない賞                           | |
| 2154                                        | 根岸奈月                                    | きみの宇宙はこわれない賞                           | |
| 1136                                        | 雨月                                        | 第二章賞                                           | |
| 636                                         | あさみせんせい                              | 「1年前の私へ」賞                                  | |
| 2312                                        | 七詞睡眠                                    | だいじょうぶ、日々を生きる以外の才能は全部ある賞   | |
| 2509                                        | 鈴田ねこ                                    | だいじょうぶ、日々を生きる以外の才能は全部ある賞   | |
| 1766                                        | 小川文子                                    | 日々と器と世界賞                                   | |
| 456                                         | あああミンチカツになったちさてぃお          | スメルズ・ライク・ティーン・スピリット賞           | 「天水千里」「ちさてぃお」名義で活動（受賞時は「ちさてぃお」）、いんせきゅあ（2022年1月 - 2023年1月、「紅林ちさと」名義）、ゆ～ぷりっ？（2023年3月 - 7月、「紅森ちさと」名義）、プラニューム（2023年8月 - 11月、「紅森ちさと」名義） |
| 2297                                        | かいだあやか                                | スメルズ・ライク・ティーン・スピリット賞           | 女子高生ミスコン2020沖縄代表。My Best Friend（2024年12月 - ） |
| 1768                                        | 啼泣                                        | スメルズ・ライク・ティーン・スピリット賞           | Snacc（2023年2月 - 2024年3月） |
| 1632                                        | 奥野未悠                                    | なまいきざかり賞                                   | CRAYONS（2019年8月 - 2020年12月）、アラカシ。（2023年3月 - 2024年12月） |
| 2151                                        | ユジャ                                      | NEW ERA賞                                          | |
| 1142                                        | 高野ユニコ                                  | ネクストブレイクミュージシャン賞                   | NECO ASOBI（2018年2月 - ） |
| 712                                         | 川﨑レオン                                  | ネクストブレイクミュージシャン賞                   | masunoism（2020年 - ）、Twingowind（2021年 - ） |
| 859                                         | 中道ひびき（びび天才）                      | ラッキーミュージックヒロイン賞                     | 月羽珠(るうず) （2019年 - ） |
| 479                                         | 足浮梨ナコ                                  | エンジェル賞                                       | |
| 1176                                        | 望月愛実                                    | その歌声は希望賞                                   | DESURABBITS（2013年11月 - 2021年6月）、パラディーク（2023年5月 - 2024年3月）、Chalca（2024年9月 - ） |
| 977                                         | 叶望                                        | その歌声は希望賞                                   | LUCY（2025年1月 - ） |
| 1037                                        | いけちゃん                                  | VoCE賞・文藝賞                                     | |
| 50                                          | とっぽぎ                                    | VoCE賞・ViVi賞・今泉力哉賞                         | |
| 1380                                        | 薮下汀麻                                    | ViVi賞・ネクストジェネレーションモデル賞           | |
| 591                                         | メリッサJ                                   | ネクストジェネレーションモデル賞                   | |
| 82                                          | 成海花音                                    | ネクストアクトレス賞                               | |
| 1498                                        | 木保英里香                                  | ネクストアクトレス賞                               | ヤンチャン学園 音楽部（2017年 - 2020年） |
| 1621                                        | 心。                                        | ネクストアクトレス賞                               | |
| 623                                         | 天野きき                                    | ネクストアクトレス賞                               | Shibu3 project（2021年4月 - 2022年10月）、ミスマガジン2021・ミス週刊少年マガジン |
| 1563                                        | 幡乃美帆                                    | ネクストアクトレス賞                               | |
| 312                                         | 絢寧                                        | 戦うヒロイン賞・辻愛沙子賞                         | |
| 1642                                        | おに@変態文学大学生                         | FRIDAY賞・文藝ヒロイン賞 from 講談社文芸戦略チーム | |
| 1248                                        | 明日香                                      | フォトジェニック賞                                 | |
| 2038                                        | ああゆいな                                  | フォトジェニック賞                                 | CMYK（2017年 - 2018年）、メリーバッドエンド（2018年 - ） |
| 107                                         | 神田麗                                      | フォトジェニック賞                                 | |
| 2064                                        | こばと                                      | フォトジェニック賞                                 | 「鳥羽こばと」に改名。ESTLINK☆（2021年1月 - 3月）、yosugala（2022年6月 - 、「汐見まとい」名義） |
| 1983                                        | ゆるさない妹                                | おもしろいde賞 ZOZO賞                              | |
| 2355                                        | 花音うらら                                  | ニュージェネレーションポルノスター賞               | |
| 1308                                        | 石原希望                                    | ニュージェネレーションポルノスター賞               | Mi LUNA from お月ちゃんのうた（2024年10月 - ） |
| 1504                                        | 伊藤しずな                                  | ネクストグラビアクイーン賞                         | |
| 1942                                        | 蒼山みこと                                  | ネクストグラビアクイーン賞                         | スキスギルキス（2019年） |
| 1972                                        | こめつぶ                                    | ネクストグラビアクイーン賞                         | |
| 142                                         | 村瀬のの                                    | ネクストグラビアクイーン賞                         | |
| 700                                         | s                                           | 魂のグラビア賞                                     | |
| 2675                                        | 小森ほたる                                  | 女の子のためのグラビア賞                           | |
| 554                                         | 芽衣                                        | 女の子のためのグラビア賞                           | |
| 436                                         | 遊令                                        | グラビアポテンシャル賞                             | |
| 1915                                        | こにまーめいど                              | グラビアポテンシャル賞                             | |
| 499                                         | ツァン                                      | グラビアポテンシャル賞                             | 受賞時は「保歩ツァン」 |
| 1676                                        | つぼうちきせき                              | グラビアポテンシャル賞                             | 「坪内希世紀」名義で活動。NDPガールズ（2014年）、BELLY BUTTON（2014年 - 2016年）、おとめボタン（2016年 - 2017年） |
| 2437                                        | 小春                                        | 本と女優賞                                         | |
| 1895                                        | Chacha.                                     | 表現家賞                                           | |
| 1033                                        | ぺろねこ                                    | 表現家賞                                           | |
| 2544                                        | ツナ缶                                      | 写真家賞                                           | |
| 1201                                        | UM!ち家                                     | 芸術賞                                             | |
| 1672                                        | Mireille・Bell                              | 芸術賞                                             | |
| 2517                                        | 南村杞憂                                    | Edge!賞                                            | |
| 2557                                        | 中川春香（春功）                            | アウトサイダー賞                                   | 「中川春香」名義でアーティストとして活動 |
| 535                                         | いめたそ                                    | SUZURI賞・ZOZO賞                                   | |
| 1495                                        | 儚ゐ花                                      | SUZURI賞                                           | 雑誌『RollingStoneJapan vol.11』（2020年8月号）掲載、短編映画『金木犀のせいにしよう』（2020）企画•脚本担当 |
| 565                                         | 万紘                                        | 世界を変える服賞                                   | |
| 2501                                        | えらいチャン                                | つくる天才賞                                       | 平成墓嵐wEST |
| 1543                                        | イ・リン                                    | 大郷剛賞                                           | |
| 1126                                        | 七聖るるあ                                  | 川後陽菜賞                                         | ホワイトキャンパスIII（ - 2020年）、Challenge Girls!!（2020年 - 2021年） |
| 338                                         | 片倉ノヴァ                                  | 菅野結以賞                                         | |
| 877                                         | 弓削咲藍                                    | 小林司賞                                           | |
| 616                                         | KOROMO                                      | 佐久間宣行賞                                       | meme tokyo.（2019年 - 2021年） りうず（「点呼」名義、2022年 - ） 「天ころも」名義でも活動 |
| 265                                         | 007                                         | 佐藤ノア賞                                         | |
| 1695                                        | 鳥居                                        | she is賞                                           | |
| 625                                         | たんぺ                                      | SPOTTED PRODUCTION賞                               | 「詩野」に改名。メリリーバンピー（2023年2月 - 12月、「Shino」名義） |
| 879                                         | 末次どりる                                  | 戸田真琴賞                                         | Re-Entryによりセミファイナリスト選出。早乙女ゆみの（幻.no）は双子の姉 |
| 1111                                        | NOIA                                        | 吉田豪賞                                           | |
| 42                                          | ウミ                                        | ※ズタボロの逆襲賞                                  | |
| 96                                          | なこち                                      | ※クリエイティブヒロイン賞                          | |
| 133                                         | 音無灰音                                    | ※非現実の王国賞                                    | |
| 139                                         | 生ハム子（ex.アオリンゴちゃん）             | ※クリエイティブヒロイン賞                          | |
| 158                                         | ゆるふわ未亡人ゆうこ                        | ※希望の未亡人賞                                    | |
| 262                                         | 加納鎖ゐ子a.k.a.45さいちゃん                | ※夢見る頃は過ぎない賞                              | |
| 268                                         | 佐久川偉音                                  | ※ベストアイドル賞                                  | RYUKYU IDOL（2013年 - 2015年7月）、らぐぅんぶるぅ（2016年4月 - 12月）、FES☆TIVE（2021年1月 - 8月、「小野寺偉音」名義）、脱退後「楠偉音」に改名。＃よーよーよー（2023年3月 - ）                                                       |
| 335                                         | 菜花宇海                                    | ※モードの申し子賞                                  | |
| 373                                         | 八木みなみ                                  | ※個性派アクトレス賞                                | 知多娘。（2016年7月 - 2018年8月、2代目「美浜愛」役）、IDOLATER（2019年3月 - 2020年1月）、ミスiD2020ファイナリスト |
| 430                                         | 金田胡桃                                    | ※ダンシングクイーン賞                              | KissBeeNext（2020年 - ） |
| 476                                         | 野々原なずな                                | ※魂の漫画家賞                                      | |
| 477                                         | 吉沢千佳                                    | ※リボルバー賞                                      | 2o Love to Sweet Bullet（2019年10月 - 2020年1月） ファイナリスト選出時に名義を「命日」（めいび）に変更 |
| 487                                         | ちゃまめ                                    | ※ポテンシャル賞                                    | 「桜めいな」名義で活動 |
| 491                                         | 鈴音ひとみ                                  | ※努力は嘘つかない賞                                | |
| 492                                         | 輝石あむ                                    | ※夢のために行動を始めた君を応援してるよ賞          | |
| 495                                         | 井上茉優                                    | ※ポテンシャル賞                                    | |
| 504                                         | 栗井さん                                    | ※心の旅路賞                                        | 「栗井文花」名義で活動 |
| 530                                         | 栗緒りく                                    | ※ベストニュアンスアクトレス賞                      | |
| 553                                         | 渡邊明日香                                  | ※裸の心賞                                          | |
| 582                                         | マツイキラり                                | ※クリエイティブヒロイン賞                          | |
| 628                                         | 大空美月                                    | ※Fight Song〜諦めない心だけが夢を掴む〜賞          | RABBIT KICK（2015年12月 - 2016年4月）、campus（2016年4月 - 2018年5月）、2o Love to Sweet Bullet（2018年5月 - 2023年10月） |
| 744                                         | 巳波香陽                                    | ※ネオアクトレス賞                                  | oxymor≠n（2020年 - ） |
| 793                                         | きらら（キムチ公海賊団）                    | ※アンチヒーロー賞                                  | ミスiD2018セミファイナリスト（「群青きらら」） |
| 820                                         | 白川マリ                                    | ※世界の外へ賞                                      | |
| 863                                         | 朔蘭                                        | ※美意識の天才賞                                    | 鵺（2019年 - 2020年）、LADYBABY（2023年12月 - 2024年3月、「椿さくら」名義） |
| 872                                         | 有                                          | ※グローバルビューティ賞                            | 「谷内有」名義で活動 |
| 882                                         | 美花                                        | ファイナリスト                                     | エントリー辞退 |
| 909                                         | かりん                                      | ※君の隣賞                                          | |
| 1015                                        | ちぇる                                      | ※ドラマーソングライター賞                          | PYON²(2018年9月-)、みずすまし(2025年5月-) |
| 1039                                        | カン・ニャン                                | ※君は何にでもなれる賞                              | プランクスターズ（2018年 - ） |
| 1043                                        | 熊王ナナ子                                  | ※進化するインターネットソングライター賞            | ウーロンハイハット（2017年 - ） |
| 1047                                        | 水瀬凛                                      | ※特別存在賞                                        | |
| 1129                                        | 別所佳恋                                    | ファイナリスト                                     | ミスiD2020セミファイナリスト。きゃわふるTORNADO（2017年 - ）エントリー辞退 |
| 1135                                        | 直花                                        | ※退屈な日々にさようなら賞                          | |
| 1219                                        | 井上アリス                                  | ※EveryDayプリンセス賞                              | |
| 1229                                        | AN:RB40                                     | ※A INNOCENCE賞                                     | |
| 1244                                        | 日比谷りこ                                  | ※OZAKI賞                                           | |
| 1246                                        | ちくわ                                      | ※なにわの大スター賞                                | husky（2018年 - ） |
| 1323                                        | ぐんじ                                      | ※ベスト・エモ賞                                    | カレッジ・コスモス（2018年10月 - 2020年3月、「郡司奈桜」名義）、夜明けのモニュメント→よるもにゅ！（2022年11月 - 2023年10月、「梨める」名義）、あげもん！（2023年10月 - 2024年9月、「梨める」名義）                                   |
| 1329                                        | 青空林檎                                    | ※イノセンス賞                                      | |
| 1356                                        | 高田もも                                    | ※普通界のヒロイン賞                                | かみやど（2019年5月 - 2021年6月） |
| 1359                                        | バンザイマン                                | ※いかれたBABY賞                                    | 「吉川種乃」名義で「劇団でんどろびーむ」を旗揚げ(2024年-) |
| 1386                                        | むらきあみか                                | ※妄想美少女賞                                      | おやゆびプリンセス（2016年）、西金沢少女団（2018年 - ）、アンソフィ（2019年 - 2020年） |
| 1425                                        | 井本みくに                                  | ※役者ジャンキー賞                                  | |
| 1464                                        | 神楽ひなこ                                  | ※プリティインピンク賞                              | 夜光性アミューズ（2021年3月 - 2024年3月）、ドレスコードプロデューサー（2024年 - ） |
| 1473                                        | 嫁ちゃん                                    | ※最強コスプレーヤー賞                              | |
| 1509                                        | 泡井才                                      | ※写真と朗読賞                                      | |
| 1555                                        | 偉井偉子                                    | ※世界系乙女賞                                      | |
| 1593                                        | 古館里奈                                    | ※完全無色透明女優賞                                | |
| 1601                                        | 怠田ユニ                                    | ※クリエイティブあいどる賞                          | 回せ！グルーブ開発部（2019年 - 2020年） |
| 1604                                        | あかbaby                                    | ※HIPHOPジャンキー賞                                | Catty cat（2020年 - ） |
| 1626                                        | ミヤジサイカ                                | ※君の名は希望賞                                    | |
| 1644                                        | りん                                        | ※踊るポエマー賞                                    | |
| 1675                                        | 水水水みぬ                                  | ※スラップスティックガール賞                        | |
| 1710                                        | 夏鈴                                        | ※音楽とモデル賞                                    | |
| 1751                                        | 神崎菜緒                                    | ※ずっと見てる夢賞                                  | |
| 1795                                        | 伊織                                        | ※シネマティック賞                                  | |
| 1801                                        | 泉侑里                                      | ※クリエイティブジャンキー賞                        | |
| 1838                                        | むぎ                                        | ※ウィスパーボイス賞                                | |
| 1846                                        | 小日向莉々子                                | ※日曜午前のヒロイン賞                              | Buzzly（2019年 - ） |
| 1876                                        | ルカタマカレー                              | ※カレーと音楽賞                                    | 「ルカタマ」名義で活動。めろん畑a go go（2018年 - 2020年） |
| 1892                                        | おおはたゆい                                | ※明るすぎる未来賞                                  | |
| 1947                                        | アミ・アムアイ                              | ※あなたの歌で明日を生きられる人がいる賞            | |
| 1953                                        | てらじ                                      | ※ベストイラストレーター賞                          | |
| 1959                                        | 砂糖少なめ〜ちゃん                          | ※不器用監督賞                                      | |
| 2111                                        | ぱな                                        | ※クリエイティブあいどる賞                          | |
| 2141                                        | 茉井良菜                                    | ※輝いてた君の今まではこれからの人生の前フリ賞      | Le Siana（2012年10月 - 2016年6月）、煌めき☆アンフォレント（2016年7月 - 2020年11月）、モユルハル（2022年8月 - 2023年3月）、アキシブproject（2023年12月 - ）                                                                           |
| 2189                                        | みつはしあんにゅ                            | ※少女カルチャー自由型賞                            | O'CHAWANZ（「じょしゅあんぬ」、2018年 - 2019年）、「MCあんにゅ」として活動 |
| 2190                                        | 心咲めい                                    | ※誰かの生きる理由になる美しさ賞                    | 妄愛グラビティ（「小梅コロ」、2019年3月 - 2020年4月）、iLiFE!（2020年6月 - 12月）、BLACKNAZARENE（2021年4月 - 、「乃上楓」名義） |
| 2215                                        | リノ                                        | ファイナリスト                                     | 「中島梨乃」名義で活動 エントリー辞退 |
| 2267                                        | 雨宮美優                                    | ※無限∞可能性賞                                     | |
| 2344                                        | 伊澄まふゆ                                  | ※永遠少女賞                                        | yosugala（2022年6月 - 、「未白ちあ」名義） |
| 2350                                        | かんなぱんだ                                | ※世界は君から目が離せない賞                        | 神様の嘘。（「神無熊猫」。2018年 - 2019年）。「にゃむ帝国」名に改名、「おくすりのむまえ教育てれび」として活動 |
| 2353                                        | ふうか                                      | ※私だけの物語賞                                    | 映画 『 殺さない彼と死なない彼女 』出演 雑誌『 JELLY 』掲載 スカパー朝のTwitterドラマ 『ずる休み』出演 |
| 2375                                        | UTERO                                       | ※全ては音楽へと続く賞                              | yumegiwa last girl（「夢際りん」名義） |
| 2380                                        | 松村ゆき                                    | ※サッカーと女優賞                                  | |
| 2411                                        | みつヲ                                      | ※まじめ界のこじらせヒロイン賞                      | MIGMA SHELTER（「ミソニー」。2019年 - 2020年） |
| 2423                                        | 世界一かわいい小籠包 ねねひるね             | ※絶対アイドル賞                                    | SAKA-SAMA（「瀬戸まーな」。2018年 - 2019年）、avandoned（「音々ひるね」。2019年 - 2020年）、re:miaw（「ねねひるね」。2021年 - ） |
| 2435                                        | ゐじま                                      | ※いい女賞                                          | ミスiD2017セミファイナリスト。復活戦でファイナリスト進出 |
| 2460                                        | 莉紗                                        | ※不器用な愛賞                                      | PEReSTOLOICA（2020年 - ）。復活戦でファイナリスト進出 |
| 2468                                        | 坂本憲子                                    | ※闇の中をまっすぐに歩く天才賞                      | |
| 2477                                        | PARAISO                                     | ※世界を変えない音楽賞                              | 「Lyn」と「Gaki」による2人組音楽ユニット |
| 2494                                        | ふんわりれいな                              | ※メタモルフォーゼ賞                                | |
| 2507                                        | 九時                                        | ※ねぇきいて?宇宙を救うのはきっと本賞               | |
| 2536                                        | ホシノカオリ                                | ※清遊賞                                            | |
| 2561                                        | 佐倉沙菜                                    | ※世界をハッピーに賞                                | THEビールズ（2010年 - ）。Re-Entryによりセミファイナリスト選出 |
| 2599                                        | 黒滝サク                                    | ※ユニバーサル海苔賞                                | |
| 2608                                        | こまがたまゆ                                | ※上っ面の可愛さの中を見ろ賞                        | |
| 2622                                        | 小白                                        | ※想像力クイーン賞                                  | 乙女シンドリーム（「しろ」、2017年9月 - 2020年12月） |
| 2627                                        | 木本夕貴                                    | ※エイジレスアイコン賞                              | SDN48（2010年 - 2012年） |
| 2643                                        | りんかサイ                                  | ※ダンシングクイーン賞                              | 乙女シンドリーム（「りんか」、2018年4月 - ） |
| 2646                                        | 松岡ななせ                                  | ※魔法の声賞                                        | AIKATSU☆STARS!（2015年 - 2018年） |
| 2658                                        | 百合                                        | ※ビタースイートビューティ賞                        | THE 118's（2017年 - ） |
| 2663                                        | 宮川奈々                                    | ※センスの天才賞                                    | |
| 2676                                        | 太田みづき                                  | ※ヘン界のスーパースター賞                          | 爆風もんす〜ん→BAKUMON（2020年8月 - ） |
| 4                                           | ももに                                      | セミファイナリスト                                 | |
| 24                                          | かえで。                                    | セミファイナリスト                                 | SCREAM（2020年 - ） |
| 48                                          | 池田颯季                                    | セミファイナリスト                                 | ミスiD2019ファイナリスト |
| 75                                          | 人生無理だねひるねちゃん                    | セミファイナリスト                                 | |
| 86                                          | 黒宮つばさ                                  | セミファイナリスト                                 | |
| 90                                          | 野尻真里                                    | セミファイナリスト                                 | |
| 93                                          | 星南                                        | セミファイナリスト                                 | |
| 94                                          | 神野真奈                                    | セミファイナリスト                                 | |
| 159                                         | 三浦涼                                      | セミファイナリスト                                 | |
| 160                                         | SaAya                                       | セミファイナリスト                                 | |
| 177                                         | ろきてぃ                                    | セミファイナリスト                                 | あっとせぶんてぃーん（ - 2018年） |
| 180                                         | りんか                                      | セミファイナリスト                                 | |
| 181                                         | YuriririrI                                  | セミファイナリスト                                 | |
| 195                                         | 帰還さえちゃん                              | セミファイナリスト                                 | |
| 286                                         | 篠崎希望                                    | セミファイナリスト                                 | Tick☆tik（2016年 - 2017年）、神風センセーション（2018年 - 2019年） |
| 298                                         | 深月萌愛                                    | セミファイナリスト                                 | A Little Bit（2020年） |
| 316                                         | 宵伽うゆ                                    | セミファイナリスト                                 | |
| 328                                         | あっくん                                    | セミファイナリスト                                 | ミスiD2018、2020（「森田無職」）セミファイナリスト 平成墓嵐、平成墓嵐突鬼隊 |
| 394                                         | 黒猫暦                                      | セミファイナリスト                                 | |
| 396                                         | DONSYΔRI                                    | セミファイナリスト                                 | |
| 412                                         | アリサ                                      | セミファイナリスト                                 | |
| 415                                         | 4nene                                       | セミファイナリスト                                 | 「死ねね」名義で活動 |
| 417                                         | しろ                                        | セミファイナリスト                                 | |
| 431                                         | 由宇霧                                      | セミファイナリスト                                 | |
| 437                                         | ニオモ                                      | セミファイナリスト                                 | |
| 441                                         | 姫月みっけ                                  | セミファイナリスト                                 | |
| 442                                         | 深澤愛莉歌                                  | セミファイナリスト                                 | |
| 449                                         | 其の子。                                    | セミファイナリスト                                 | |
| 461                                         | さこ                                        | セミファイナリスト                                 | |
| 485                                         | くま子                                      | セミファイナリスト                                 | |
| 508                                         | 廻環美                                      | セミファイナリスト                                 | サンクチュアリ（2019年 - 2020年） |
| 564                                         | セクドリ                                    | セミファイナリスト                                 | |
| 589                                         | 闇氏                                        | セミファイナリスト                                 | 少女模型（2018年 - ）、幻影少女 |
| 590                                         | るな                                        | セミファイナリスト                                 | 「千歳夢月」名で活動 |
| 622                                         | あやせ                                      | セミファイナリスト                                 | |
| 629                                         | 寄川未結                                    | セミファイナリスト                                 | |
| 633                                         | 里緒奈                                      | セミファイナリスト                                 | |
| 656                                         | 生瀬希帆                                    | セミファイナリスト                                 | |
| 665                                         | 渡辺まお                                    | セミファイナリスト                                 | |
| 667                                         | すず                                        | セミファイナリスト                                 | Sugar&Solt（2016年 - ） |
| 675                                         | 上野梨恵瑠                                  | セミファイナリスト                                 | |
| 678                                         | 慇懃るる                                    | セミファイナリスト                                 | |
| 679                                         | EMIRY                                       | セミファイナリスト                                 | |
| 708                                         | ナ子                                        | セミファイナリスト                                 | ルナビスナップ（2020年 - ） |
| 713                                         | 六禄ろく                                    | セミファイナリスト                                 | LAST IN MY CULT（2019年 - ） |
| 718                                         | 伊藤ゆかり                                  | セミファイナリスト                                 | |
| 719                                         | 夕海                                        | セミファイナリスト                                 | |
| 732                                         | 白上心望                                    | セミファイナリスト                                 | |
| 734                                         | なもベイビー                                | セミファイナリスト                                 | |
| 752                                         | 久永紗楽                                    | セミファイナリスト                                 | ミスマガジン2020ファイナリスト |
| 765                                         | みつ季                                      | セミファイナリスト                                 | |
| 770                                         | 雨宮まな                                    | セミファイナリスト                                 | |
| 779                                         | 赤花はがれ                                  | セミファイナリスト                                 | ロックバンド ADDICTION (2023年 -) |
| 787                                         | ゆぺぬりん                                  | セミファイナリスト                                 | |
| 789                                         | 世木さい                                    | セミファイナリスト                                 | |
| 805                                         | 石原由希                                    | セミファイナリスト                                 | IDO☆HOLIC（2018年 - 2019年） |
| 817                                         | 午後へいわ                                  | セミファイナリスト                                 | |
| 822                                         | 小島                                        | セミファイナリスト                                 | |
| 832                                         | 生実紗々                                    | セミファイナリスト                                 | |
| 843                                         | ゆとりっ娘たちのたわごと                    | セミファイナリスト                                 | 「かりん」と「ほのか」の2人組 |
| 848                                         | 葉加瀬ひなた                                | セミファイナリスト                                 | |
| 849                                         | 沢城有紗                                    | セミファイナリスト                                 | |
| 856                                         | 佐藤倫子                                    | セミファイナリスト                                 | Ringwanderung（2019年 - ） |
| 885                                         | 新庄愛                                      | セミファイナリスト                                 | メイビーME（2019年3月 - ） |
| 903                                         | たの                                        | セミファイナリスト                                 | 「hatano」名義で活動 |
| 904                                         | 馬拉糕（まーらーかお）                      | セミファイナリスト                                 | |
| 922                                         | 朝陽れな                                    | セミファイナリスト                                 | AnemOne（2020年 - ） |
| 925                                         | 清楓                                        | セミファイナリスト                                 | |
| 932                                         | さき                                        | セミファイナリスト                                 | |
| 942                                         | 雨宮さらさ                                  | セミファイナリスト                                 | |
| 952                                         | Roka                                        | セミファイナリスト                                 | |
| 955                                         | 桜もこ                                      | セミファイナリスト                                 | HONEY POPCORN（2018年 - ）、恵比寿マスカッツ（2018年 - ） |
| 956                                         | 末永アルカ                                  | セミファイナリスト                                 | |
| 974                                         | 青木茜                                      | セミファイナリスト                                 | |
| 979                                         | うっしーちゃん！                            | セミファイナリスト                                 | 「牛田有香」名義で活動。知多娘。（「武豊乙姫」（2代目）、2014年 - ） |
| 980                                         | セナ                                        | セミファイナリスト                                 | |
| 985                                         | 青木                                        | セミファイナリスト                                 | |
| 987                                         | 自我                                        | セミファイナリスト                                 | |
| 1017                                        | 朝日夜                                      | セミファイナリスト                                 | Re-Entryによりセミファイナリスト選出 |
| 1030                                        | 枕芸者しと                                  | セミファイナリスト                                 | |
| 1035                                        | 星仲ここみ                                  | セミファイナリスト                                 | |
| 1053                                        | 圖子                                        | セミファイナリスト                                 | 人生は夢（2017年 - ） |
| 1057                                        | ロットン瑠唯                                | セミファイナリスト                                 | |
| 1059                                        | 浅井心晴                                    | セミファイナリスト                                 | |
| 1073                                        | 金井球                                      | セミファイナリスト                                 | |
| 1091                                        | かしょく                                    | セミファイナリスト                                 | |
| 1103                                        | 梯陽菜                                      | セミファイナリスト                                 | |
| 1107                                        | きらり。                                    | セミファイナリスト                                 | |
| 1117                                        | Karin                                       | セミファイナリスト                                 | |
| 1123                                        | 雨谷黒奈                                    | セミファイナリスト                                 | |
| 1163                                        | はらぺこうらら                              | セミファイナリスト                                 | |
| 1172                                        | 郡司傭                                      | セミファイナリスト                                 | |
| 1180                                        | つつみ                                      | セミファイナリスト                                 | |
| 1186                                        | ゆきの                                      | セミファイナリスト                                 | |
| 1192                                        | プース優しい                                | セミファイナリスト                                 | |
| 1251                                        | さくらりな                                  | セミファイナリスト                                 | |
| 1259                                        | 兎馬フィグ                                  | セミファイナリスト                                 | |
| 1263                                        | 長谷川ひなた                                | セミファイナリスト                                 | |
| 1267                                        | 片嶺穂乃佳                                  | セミファイナリスト                                 | |
| 1283                                        | 萌仁香むつ                                  | セミファイナリスト                                 | |
| 1300                                        | アンリ                                      | セミファイナリスト                                 | |
| 1320                                        | 山下結愛                                    | セミファイナリスト                                 | ホワイトキャンパスIII（ - 2020年）、Challenge Girls!!（2020年 - ） |
| 1333                                        | 坂谷琳蘭                                    | セミファイナリスト                                 | My Best Friend（2021年 - ） |
| 1364                                        | はるはる                                    | セミファイナリスト                                 | |
| 1371                                        | 齋藤琴音                                    | セミファイナリスト                                 | |
| 1364                                        | 間瀬遥花                                    | セミファイナリスト                                 | |
| 1378                                        | 信濃ぽよ                                    | セミファイナリスト                                 | |
| 1387                                        | ルカ                                        | セミファイナリスト                                 | |
| 1388                                        | 松岡花                                      | セミファイナリスト                                 | |
| 1396                                        | セレーナ美花                                | セミファイナリスト                                 | |
| 1403                                        | 黒井いづみ                                  | セミファイナリスト                                 | |
| 1429                                        | 柏木優花                                    | セミファイナリスト                                 | |
| 1440                                        | 双葉ゆり                                    | セミファイナリスト                                 | 天晴れ!原宿（「天月ゆり」、2016年 - 2018年）、ラルムーン（2019年 - ）。ミスiD2017セミファイナリスト |
| 1451                                        | そのべことこ                                | セミファイナリスト                                 | 「園部琴子」名義で活動 |
| 1454                                        | 石橋あいり                                  | セミファイナリスト                                 | |
| 1510                                        | アサヤケユウナ                              | セミファイナリスト                                 | |
| 1517                                        | 夏目きょーこ                                | セミファイナリスト                                 | |
| 1519                                        | 柚木実歩                                    | セミファイナリスト                                 | PLUMAGE（2020年） |
| 1528                                        | 平手ユウ                                    | セミファイナリスト                                 | |
| 1540                                        | 佐久間采那                                  | セミファイナリスト                                 | |
| 1597                                        | 華ほっしー                                  | セミファイナリスト                                 | |
| 1622                                        | アンジュ                                    | セミファイナリスト                                 | |
| 1651                                        | のろいちゃん a.k.a ティス                   | セミファイナリスト                                 | |
| 1654                                        | 永遠                                        | セミファイナリスト                                 | |
| 1656                                        | 凛                                          | セミファイナリスト                                 | |
| 1658                                        | ちま楓華                                    | セミファイナリスト                                 | ダブルハピネス（「ふうか」、2020年 - ） |
| 1737                                        | 古町実珠                                    | セミファイナリスト                                 | |
| 1744                                        | Nini                                        | セミファイナリスト                                 | |
| 1754                                        | 森谷花香                                    | セミファイナリスト                                 | |
| 1757                                        | 橘さり                                      | セミファイナリスト                                 | サンスポアイドルリポーター（2014年 - 2017年） |
| 1760                                        | もえ                                        | セミファイナリスト                                 | |
| 1778                                        | amino                                       | セミファイナリスト                                 | |
| 1789                                        | はんな                                      | セミファイナリスト                                 | ルナビスナップ（2020年 - ） |
| 1792                                        | Rinny                                       | セミファイナリスト                                 | |
| 1778                                        | 茜                                          | セミファイナリスト                                 | |
| 1803                                        | 可愛唯                                      | セミファイナリスト                                 | |
| 1812                                        | ハナ                                        | セミファイナリスト                                 | |
| 1817                                        | 璃咲                                        | セミファイナリスト                                 | |
| 1829                                        | 鴨林李帆                                    | セミファイナリスト                                 | |
| 1848                                        | 柊姫ちなつ                                  | セミファイナリスト                                 | |
| 1852                                        | 鎌沢朋佳                                    | セミファイナリスト                                 | |
| 1855                                        | ツクヨミケイコ                              | セミファイナリスト                                 | SOMOSOMO（2019年 - ） |
| 1873                                        | 素                                          | セミファイナリスト                                 | |
| 1877                                        | 松本香穂                                    | セミファイナリスト                                 | 転校少女歌撃団（2014年11月 - 2018年4月） |
| 1879                                        | ひっそり悠海                                | セミファイナリスト                                 | シュレーディンガーの犬（「ひっそりゆうみ」名義、2020年12月 - ） |
| 1946                                        | すいいろ                                    | セミファイナリスト                                 | |
| 1963                                        | 藤未佳乃                                    | セミファイナリスト                                 | |
| 1989                                        | 平等院                                      | セミファイナリスト                                 | |
| 1997                                        | 泡沫ひより                                  | セミファイナリスト                                 | |
| 2010                                        | あかねちゃん                                | セミファイナリスト                                 | 「望月朱音」名義で活動。LiT（2018年 - 2019年） |
| 2012                                        | チンチラの奴隷                              | セミファイナリスト                                 | |
| 2014                                        | 秋山海春（ハピネスデザイナーみは）          | セミファイナリスト                                 | |
| 2015                                        | あずきちゃん。                              | セミファイナリスト                                 | 「星名あゆみ」名義で活動。Anchor Lady（2017年 - 2018年）、LiT（2018年 - 2020年） |
| 2020                                        | 森日向子                                    | セミファイナリスト                                 | |
| 2053                                        | sakura dole                                 | セミファイナリスト                                 | |
| 2067                                        | 久瀬はる                                    | セミファイナリスト                                 | |
| 2073                                        | マリカ                                      | セミファイナリスト                                 | |
| 2079                                        | 松下りおん                                  | セミファイナリスト                                 | |
| 2105                                        | 有里まりな                                  | セミファイナリスト                                 | |
| 2107                                        | 曽木さりこ                                  | セミファイナリスト                                 | |
| 2120                                        | れい                                        | セミファイナリスト                                 | |
| 2125                                        | 八木沙季                                    | セミファイナリスト                                 | つぼみ（2010年4月 - 2014年3月）、KRD8（2013年12月 - 2016年3月）、Lovelys!!!!→Lovelys（2014年6月 - 2023年3月）。Re-Entryによりセミファイナリスト選出                                                                                  |
| 2129                                        | uraniwa_ho                                  | セミファイナリスト                                 | |
| 2171                                        | 大崎菜々子                                  | セミファイナリスト                                 | |
| 2199                                        | ゴリ                                        | セミファイナリスト                                 | |
| 2227                                        | ここっぴ                                    | セミファイナリスト                                 | |
| 2245                                        | うーたん                                    | セミファイナリスト                                 | |
| 2258                                        | 薬物ちゃん                                  | セミファイナリスト                                 | |
| 2261                                        | 詩風藍子                                    | セミファイナリスト                                 | |
| 2292                                        | ゆうきん                                    | セミファイナリスト                                 | |
| 2306                                        | 宇宙ちゃん                                  | セミファイナリスト                                 | 月羽珠（2019年 - ） |
| 2316                                        | 星宮せな                                    | セミファイナリスト                                 | |
| 2326                                        | 鏡崎やお                                    | セミファイナリスト                                 | |
| 2333                                        | あいか                                      | セミファイナリスト                                 | |
| 2338                                        | 白川蘭珠                                    | セミファイナリスト                                 | 夢みるアドレセンス（2019年12月 - 2021年12月） |
| 2343                                        | 狸山みほたん                                | セミファイナリスト                                 | OTAFUKUガールズ（2013年 - 2016年）、オタフクガールズ（2017年 - ） |
| 2395                                        | 式部チャン                                  | セミファイナリスト                                 | |
| 2396                                        | 椿ルイ                                      | セミファイナリスト                                 | |
| 2397                                        | 綱島えりか                                  | セミファイナリスト                                 | スクープ!?（2011年 - 2013年） |
| 2399                                        | なつき                                      | セミファイナリスト                                 | |
| 2434                                        | はーちゃん                                  | セミファイナリスト                                 | |
| 2442                                        | りこぽん                                    | セミファイナリスト                                 | |
| 2462                                        | 塩崎小百合                                  | セミファイナリスト                                 | |
| 2466                                        | 雨井緋里                                    | セミファイナリスト                                 | |
| 2484                                        | 井上楓杏                                    | セミファイナリスト                                 | |
| 2490                                        | 桐原ユリ                                    | セミファイナリスト                                 | smile@sisters（2015年 - 2016年） |
| 2512                                        | 並野なの                                    | セミファイナリスト                                 | |
| 2515                                        | 秋吉あや                                    | セミファイナリスト                                 | |
| 2525                                        | うな                                        | セミファイナリスト                                 | |
| 2533                                        | 毛並みん                                    | セミファイナリスト                                 | ミスiD2020ファイナリスト |
| 2539                                        | 安部寿紗                                    | セミファイナリスト                                 | |
| 2542                                        | 茉宮なぎ                                    | セミファイナリスト                                 | 「藍色なぎ」から改名 |
| 2556                                        | シマ                                        | セミファイナリスト                                 | |
| 2567                                        | 七遊                                        | セミファイナリスト                                 | |
| 2580                                        | 逢瀬りあ                                    | セミファイナリスト                                 | |
| 2582                                        | 蘭ひめ                                      | セミファイナリスト                                 | X holic（2020年 - ） |
| 2584                                        | はる                                        | セミファイナリスト                                 | |
| 2596                                        | 菅ちゃん                                    | セミファイナリスト                                 | コネクリ（2017年 - ） |
| 2606                                        | 魔王そいてん                                | セミファイナリスト                                 | |
| 2610                                        | 紋乃                                        | セミファイナリスト                                 | |
| 2617                                        | 大納言あやな                                | セミファイナリスト                                 | LAST IN MY CULT（2019年 - ） |
| 2625                                        | 散ルハル                                    | セミファイナリスト                                 | |
| 2628                                        | ちゃま                                      | セミファイナリスト                                 | |
| 2645                                        | 美羽                                        | セミファイナリスト                                 | |
| 2650                                        | 弓川いち華                                  | セミファイナリスト                                 | READY TO KISS（2019年10月 - 2021年7月）、ミスFLASH2023グランプリ |
| 2656                                        | しろいこ                                    | セミファイナリスト                                 | ミスiD2019太陽と月のフォトジェニック賞 |
| 2657                                        | 有本みちる                                  | セミファイナリスト                                 | |
| 2665                                        | 大沢風琴                                    | セミファイナリスト                                 | |
| 2668                                        | 照沼サラ                                    | セミファイナリスト                                 | |
| 2672                                        | ひかり                                      | セミファイナリスト                                 | |
| 2674                                        | 入澤優                                      | セミファイナリスト                                 | |

- 本年は、例年の「ミスiD」が「アメイジング ミスiD」に変更されている。また、オフィシャルの受賞者以外にもファイナリスト進出者には小林により賞が作られている[40]（賞の項目に※が付いている）。また授賞式後、ここは退屈迎えに来て賞→スピリット賞、アウトサイダーアート賞→アウトサイダー賞にそれぞれ名称が変更。ニュージェネレーションポルノスター賞は説明文に変更がなされた。ロマン優光は誤解を生む賞の制定に「（小林司が）一生懸命に寄り添おうとしているのは何となくわかる」ものの「何かをはき違えているような気はする」。また全員がミスiDというコンセプトは、それでも取りこぼしてしまう人にとって「限界はあるのに、限界がないように見せるのは残酷なことでもある」と批評している[41]

### ミスiD2022
本年より、応募には「ミスiDクラブ」「Exam」への会員登録が必要となった。
ミスiD2021同様、最終面接まではオンラインによる審査を行うため、セミファイナリスト発表までは応募者全員をミスiD公式サイトに掲載する。
なお、ミスiD2021同様、ファイナリスト進出日より集計されるCHEERZランキングの成績優秀者1名は無条件にミスiD2022受賞が確定する。
- キャッチコピー：わたしの魔法は負けない
- 応募資格：1981年4月2日 - 2010年4月1日生まれの女性、国籍、事務所所属・無所属、未婚・既婚など不問。マインドがあれば女性以外のエントリーも可。女優、モデル、グラビア、歌手、アイドル、文学、マンガ、アニメ、ゲーム、イラスト、スポーツ、お笑い、タレント、ダンサー、YouTuber、インフルエンサー、写真、映画、映像制作、サウンドクリエイター、シンガーソングライター、DJ、ラジオ、服飾、ビジネス、哲学、政治、宗教、料理、美容、日本文化…まだ存在しないどんなジャンルを目指してても、目指すものがわからなくても[42]。
- 応募受付期間：（本エントリー）2021年7月15日 - 8月15日
- 2021年12月17日セミファイナリスト発表。2022年1月28日ファイナリスト発表。2022年3月21日「ミスiD卒業式」で受賞者発表。
- 選考委員：赤澤える、大郷剛、大森靖子、小林司、佐久間宣行、佐藤ノア、菅本裕子、SPOTTED PRODUCTIONS（直井卓俊）、戸田真琴、トモコイズミ、長久允、根本宗子、益若つばさ、夢月、吉田豪
- 応募者1433名、カメラテスト進出者449名、セミファイナリスト251名（復活戦により9名追加）、ファイナリスト179名（復活戦により9名追加）

| ミスiD2022グランプリ    | 金井球 |
| アメイジング ミスiD2022 | 蒼咲はるか、あめの、Ayumi、月街えい（受賞時は「瑛依」、LADYBABY）、オオハラ、胡桃沢はな、雫瀬永紡、mute、みう、吉志柚香（ピープルズチョイス） |
| 超特別賞                | 飴 |
| 私の魔法は負けない賞    | 川崎玲音、私のような天気 |
| ミスiD UP NEXT          | あとむ♂、99P（ex.九十九えま）、ぽに青 |

| セミファイナリスト260名→ファイナリスト188名 | セミファイナリスト260名→ファイナリスト188名        | セミファイナリスト260名→ファイナリスト188名   | セミファイナリスト260名→ファイナリスト188名 |
| #                                           | セミファイナリスト選出時点での名義                 | 受賞                                          | 備考 |
| ------------------------------------------- | -------------------------------------------------- | --------------------------------------------- | --- |
| 54                                          | 金井球                                             | ミスiD2022グランプリ                          | ミスiD2021セミファイナリスト |
| 2                                           | 蒼咲はるか                                         | アメイジング ミスiD2022                       | |
| 17                                          | あめの                                             | アメイジング ミスiD2022                       | |
| 23                                          | Ayumi                                              | アメイジング ミスiD2022 益若つばさ賞          | |
| 36                                          | 瑛依                                               | アメイジング ミスiD2022                       | 「月街えい」に改名、LADYBABY（2023年 - ） |
| 41                                          | オオハラ                                           | アメイジング ミスiD2022                       | |
| 69                                          | 胡桃沢はな                                         | アメイジング ミスiD2022                       | Hi-Fi GIRLs PROJECT（2021年 - ） |
| 143                                         | 雫瀬永紡                                           | アメイジング ミスiD2022                       | |
| 205                                         | mute                                               | アメイジング ミスiD2022                       | |
| 187                                         | みう                                               | アメイジング ミスiD2022                       | |
| 60                                          | 吉志柚香                                           | アメイジング ミスiD2022 CHEERZ賞              | ピープルズチョイス（一般投票1位） |
| 16                                          | 飴                                                 | 超特別賞 クリエイターズラボ賞                 | |
| 57                                          | 川崎玲音                                           | 私の魔法は負けない賞 スタンドアップシスター賞 | |
| 250                                         | わたしのような天気                                 | 私の魔法は負けない賞 根本宗子賞               | |
| 12                                          | あとむ♂                                            | ミスiD UP NEXT                                | |
| 126                                         | 九十九えま                                         | ミスiD UP NEXT                                | 受賞時は「99P（ex.九十九えま）」。WEAKEND（2021年） |
| 175                                         | ぽに蒼                                             | ミスiD UP NEXT 芸術賞                         | |
| 91                                          | 鹿乃さやか                                         | サバイバル賞・321賞                           | やついフェスキャンペーンガール（2021年） |
| 110                                         | すず                                               | サバイバル賞・FRIDAY賞                        | 「日向すず」名義でプティパ-petit pas!-（2015年 - 2016年）、ストロベリー症候群（2016年 - 2017年）                                                       |
| 137                                         | 仲村まひろ                                         | サバイバル賞                                  | |
| 25                                          | あん                                               | 新しいヒロイン賞                              | |
| 42                                          | 岡田菜々美                                         | 新しいヒロイン賞                              | |
| 97                                          | 珠鈴                                               | 新しいヒロイン賞                              | |
| 238                                         | Ria                                                | 新しいヒロイン賞・ViVi賞                      | |
| 14                                          | 阿部なつき                                         | ViVi賞                                        | |
| 1                                           | 愛心                                               | VoCE賞                                        | |
| 217                                         | 門奈杏香                                           | VoCE賞・菅本裕子賞                            | |
| 168                                         | ふなきこと                                         | シンガーソングライター賞                      | |
| 147                                         | 音猫えりか                                         | ベストボーカル賞                              | |
| 122                                         | CHAN                                               | ベストボーカル賞                              | ステエションズ（2019年 - ） |
| 85                                          | 佐藤ひびき                                         | エバーグリーンボーカル賞                      | |
| 92                                          | しざりす                                           | 音楽家賞                                      | |
| 62                                          | きゅありん                                         | ベストパフォーマンス賞                        | |
| 197                                         | 南林はるの                                         | 俳優賞                                        | |
| 249                                         | 若宮伶奈                                           | 俳優賞                                        | INDIVIDUAL PLATE（2020年 - ） |
| 251                                         | 蕨                                                 | 俳優賞                                        | |
| 155                                         | ぱぷークッキー会                                   | 芸術賞                                        | 糖衣華、すくなめ、たまちゃんに沸いた夏によるユニット                                                                                                   |
| 157                                         | Hayu Planet                                        | 芸術賞                                        | |
| 160                                         | はるりんこ                                         | 芸術賞                                        | |
| 88                                          | 椎井しぇる                                         | 表現者賞                                      | 「中里有希」名義で映画監督として活動 |
| 121                                         | 膣圧5トン                                          | つくることは希望賞                            | |
| 166                                         | 福田もも                                           | つくることは希望賞                            | |
| 46                                          | おこちゃま教                                       | BP/ベストパートナー賞                         | 「さかい」と「ばな」の2人組ユニット |
| 106                                         | 新チトセ                                           | ある視点賞                                    | |
| 67                                          | 靴下                                               | ことのは賞                                    | |
| 173                                         | 星屑                                               | ことのは賞                                    | |
| 145                                         | にちき                                             | 文藝賞                                        | |
| 230                                         | 遊楽木節子                                         | エンジェル賞                                  | D'yerMak'er?（2018年 - 2020年）、innes（2021年 - 2022年）、re:miaw（2024年 - ）                                                                        |
| 201                                         | 宮影ゆき                                           | スタンドアップシスター賞                      | |
| 253                                         | 愛弥加                                             | チェンジ・ザ・ワールド賞                      | 復活戦によりセミファイナル進出 ミケネコガールズ（「あやか」、2019年 - ）                                                                               |
| 136                                         | 中根妃夏乃                                         | メッセージ賞                                  | |
| 115                                         | 瀬名薫子                                           | サンクチュアリ賞                              | |
| 209                                         | muneenn                                            | サンクチュアリ賞                              | |
| 56                                          | 花冥ー女子                                         | スメルズ・ライク・ティーン・スピリット賞      | |
| 116                                         | ［大切なお知らせ］                                 | シスターフッド賞                              | 「ソクラテスのいいわけ」と「積分あんず」の2人組アイドル                                                                                                |
| 141                                         | 出窓なも                                           | 魔法賞                                        | ポエトリープ（2021年 - ） |
| 31                                          | 鰯                                                 | スピリット賞                                  | |
| 70                                          | けふちゃん                                         | スピリット賞                                  | |
| 140                                         | 名前ちゃん                                         | スピリット賞                                  | |
| 142                                         | ナラかほ                                           | スピリット賞                                  | |
| 237                                         | ラブグッドもも                                     | スピリット賞                                  | |
| 101                                         | 白桃はな                                           | 透明感賞                                      | |
| 117                                         | 大先生                                             | グラビアポテンシャル賞                        | |
| 177                                         | 惚れた女の遺言.mp3                                 | グラビアポテンシャル賞                        | |
| 236                                         | 来世は犬                                           | グラビアポテンシャル賞                        | 受賞時は「来世は犬/ナオ」。禁断の多数決（「ナオ」、2019年 - 2020年）                                                                                   |
| 83                                          | 佐々木実晴                                         | 「君の日々がカルチャー」賞                    | |
| 72                                          | 墟枯鈴                                             | ポップアイコン賞                              | 受賞時は「墟枯鈴/こがちゃんちゃん」。緋鬼籠帝國（2020年 - 2021年）                                                                                     |
| 20                                          | あやたん                                           | アイドル賞                                    | |
| 38                                          | えみっくす                                         | アイドル賞                                    | |
| 58                                          | 神立千代歌                                         | グローバルアイドル賞                          | innes（2022年7月 - 2023年8月）、平成墓嵐（2023年10月 - ）                                                                                              |
| 71                                          | 香月はるか                                         | CHEERZ賞                                      | |
| 39                                          | えりさ                                             | 赤澤える賞                                    | |
| 161                                         | ひい                                               | 大郷剛賞                                      | |
| 90                                          | 椎名来花                                           | 小林司賞                                      | |
| 103                                         | 白百合                                             | 佐藤ノア賞                                    | |
| 159                                         | 悠歌                                               | SPOTTED賞                                     | |
| 185                                         | 迷いねこ                                           | 戸田真琴賞                                    | |
| 154                                         | 馬場眞桜華                                         | 長久允賞                                      | |
| 164                                         | 姫なぎさ                                           | 夢月賞                                        | 受賞時は「月なぎさ（ex.姫なぎさ）」SLEE（2020年6月 - 2021年9月）、＃よーよーよー（2021年12月 - 、「月なぎさ」名義）                                    |
| 203                                         | miyu                                               | 吉田豪賞                                      | |
| 5                                           | 朱眼マナツ                                         | ファイナリスト                                | Que.（現「作者Q」、2019年 - 2020年） |
| 7                                           | 秋山陽菜々                                         | ファイナリスト                                | |
| 8                                           | 麻井彩花                                           | ファイナリスト                                | ホワイトキャンパスIII（2020年3月 - ？）、ふるーつばすけっと（2021年7月 - 2024年4月）、LIMITED IDOL（2024年5月 - 、「姫宮あやか」名義）                 |
| 11                                          | Asuna                                              | ファイナリスト                                | lonely planet（2020年 - 2021年） |
| 13                                          | あぱぱぱぱーのまおまお                             | ファイナリスト                                | あぱぱぱぱー（山崎佑奈とのYouTubeユニット）。かつて望月ゆな、上原真央の名義で活動。choice?（2009年 - 2015年）                                          |
| 18                                          | あもううに                                         | ファイナリスト                                | |
| 22                                          | 彩愛めい                                           | ファイナリスト                                | ホワイトキャンパスIII（2021年4月 - ？）、ふるーつばすけっと（2021年9月 - 2024年4月）、LIMITED IDOL（2024年5月 - 、「桜庭めい」名義）                   |
| 24                                          | 有栖楓乃                                           | ファイナリスト                                | miao（2021年 - ） |
| 26                                          | あんず                                             | ファイナリスト                                | |
| 27                                          | 115                                                | ファイナリスト                                | |
| 28                                          | 一ノ瀬リカ                                         | ファイナリスト                                | 邂逅アリア（2021年 2022年） 浮迷夜（2023年 - ） |
| 29                                          | 犬鳴なぽ                                           | ファイナリスト                                | |
| 30                                          | 音露                                               | ファイナリスト                                | 復活戦でファイナリスト進出 |
| 32                                          | うぃる                                             | ファイナリスト                                | |
| 35                                          | うゆ                                               | ファイナリスト                                | |
| 37                                          | EDEN                                               | ファイナリスト                                | |
| 40                                          | ElizABETH                                          | ファイナリスト                                | |
| 43                                          | おくさおり                                         | ファイナリスト                                | |
| 45                                          | 小倉れん                                           | ファイナリスト                                | ミスiD2020セミファイナリスト、ミスiD2021ファイナリスト（「別所佳恋」）                                                                                 |
| 47                                          | 音                                                 | ファイナリスト                                | Fly day（2023年 - 、「守宮あかね」名義） |
| 48                                          | オニザワマシロ                                     | ファイナリスト                                | 反社会的サンダル（2021年 - ） |
| 49                                          | 小野寺詩依                                         | ファイナリスト                                | innes（2021年6月 - 2022年10月）、ダダダムズ（2022年8月 - 2024年6月、「she」名義）、惑星通信社（2023年10月 - ）                                         |
| 50                                          | おぱんつはるな                                     | ファイナリスト                                | |
| 52                                          | 片瀬美月                                           | ファイナリスト                                | 東京イルミナティ（2016年11月 - 2018年9月）、ぴゅーぴるモ！（「つきみ」、2021年4月 - 2023年1月） 2023年3月死去                                          |
| 55                                          | 叶芽フウカ                                         | ファイナリスト                                | |
| 63                                          | 鏡崎やお                                           | ファイナリスト                                | |
| 64                                          | 餃子チャン                                         | ファイナリスト                                | |
| 65                                          | 霧勿レレ                                           | ファイナリスト                                | |
| 68                                          | 久保田莉々                                         | ファイナリスト                                | Shibu3 project（2021年4月 - 2024年3月） |
| 73                                          | ココロ                                             | ファイナリスト                                | |
| 75                                          | cocco                                              | ファイナリスト                                | |
| 78                                          | 早乙女クララ                                       | ファイナリスト                                | |
| 80                                          | ざこさとう                                         | ファイナリスト                                | |
| 84                                          | 佐藤かれん                                         | ファイナリスト                                | 転校少女*（2020年11月 - 2021年10月） |
| 89                                          | 誣言姫翠                                           | ファイナリスト                                | |
| 94                                          | シベリア                                           | ファイナリスト                                | |
| 96                                          | 樹乃                                               | ファイナリスト                                | |
| 98                                          | 衝動ゆえ                                           | ファイナリスト                                | 「艶羅良」名義でも活動 |
| 105                                         | 人生ぽぽち                                         | ファイナリスト                                | |
| 107                                         | 水憂                                               | ファイナリスト                                | |
| 108                                         | 推野なこ                                           | ファイナリスト                                | 復活戦でファイナリスト進出 透色ドロップ（「推野奈子」、2020年）、Lila Gray（2021年 - ）                                                                |
| 109                                         | スーパーまゆたろう                                 | ファイナリスト                                | 復活戦でファイナリスト進出 |
| 111                                         | すずろ心                                           | ファイナリスト                                | |
| 112                                         | すなねこ                                           | ファイナリスト                                | |
| 114                                         | 瀬川ちひろ                                         | ファイナリスト                                | OTHE11O（2021年 - ） |
| 118                                         | 高橋あず                                           | ファイナリスト                                | |
| 119                                         | 田中豪志                                           | ファイナリスト                                | |
| 125                                         | tsuku🦋                                            | ファイナリスト                                | やみつきカンパニー（「憑妄つく」、2016年 - 2017年） |
| 129                                         | つゆ                                               | ファイナリスト                                | Blue+（2021年 - ） |
| 131                                         | 適宜                                               | ファイナリスト                                | |
| 132                                         | 遠山涼音                                           | ファイナリスト                                | 人形作家として活動 |
| 144                                         | 成瀬夢卯                                           | ファイナリスト                                | |
| 146                                         | Nui/ヌニキ                                         | ファイナリスト                                | 復活戦でファイナリスト進出 innes（2021年6月 - 2022年6月）、絶世のインペリアルドール（2021年10月 - 2024年6月）                                          |
| 148                                         | nem仔                                              | ファイナリスト                                | |
| 151                                         | 爆裂根岸                                           | ファイナリスト                                | |
| 153                                         | ぱの                                               | ファイナリスト                                | |
| 158                                         | ハル                                               | ファイナリスト                                | |
| 162                                         | ひかりのゆびわ                                     | ファイナリスト                                | |
| 163                                         | 日比楽那                                           | ファイナリスト                                | |
| 165                                         | 風                                                 | ファイナリスト                                | |
| 167                                         | 蝶夢ぷい                                           | ファイナリスト                                | モイモメ。（2019年 - ） |
| 172                                         | 星井あお                                           | ファイナリスト                                | |
| 176                                         | ほのか                                             | ファイナリスト                                | |
| 178                                         | 馬拉糕                                             | ファイナリスト                                | ミスiD2021セミファイナリスト |
| 179                                         | 真城奈央子                                         | ファイナリスト                                | 朝ぼらけの紅色は未だ君のうちに壊れずにいる（2020年）、XOXO EXTREME（2020年 - 2022年）                                                                  |
| 180                                         | 益若にいな                                         | ファイナリスト                                | 益若つばさの姪 |
| 182                                         | 松岡花                                             | ファイナリスト                                | ミスiD2021セミファイナリスト |
| 186                                         | 315                                                | ファイナリスト                                | |
| 188                                         | 三浦蒼星                                           | ファイナリスト                                | |
| 189                                         | Mioenergy☆アメリカでライブしてゾンビになってやる！ | ファイナリスト                                | |
| 190                                         | misaki                                             | ファイナリスト                                | |
| 191                                         | ミシャ                                             | ファイナリスト                                | |
| 193                                         | 水野るこ                                           | ファイナリスト                                | |
| 194                                         | 未定                                               | ファイナリスト                                | |
| 195                                         | 水透                                               | ファイナリスト                                | |
| 196                                         | minami.                                            | ファイナリスト                                | |
| 198                                         | 三橋美紅                                           | ファイナリスト                                | |
| 199                                         | 見守あらた                                         | ファイナリスト                                | |
| 200                                         | みゃお                                             | ファイナリスト                                | 復活戦でファイナリスト進出。NEW POLARIS（「アズ」、2022年 - ）                                                                                         |
| 202                                         | 宮瀬なこ                                           | ファイナリスト                                | sherbet（「宮瀬葵菜」、2018年）、HONEY POPCORN（「NAKO」、2019年 - 2020年）                                                                            |
| 204                                         | m1u                                                | ファイナリスト                                | |
| 206                                         | 三好紗椰                                           | ファイナリスト                                | |
| 208                                         | 無限                                               | ファイナリスト                                | 復活戦でファイナリスト進出 |
| 210                                         | 村山優子                                           | ファイナリスト                                | 復活戦でファイナリスト進出 |
| 211                                         | ムンヒジュ（Bar黒月）                              | ファイナリスト                                | ミスiD2018ファイナリスト。ブラックDPG（「ブラック・ムーン」、2015年 - 2016年）、クロユリ from 夏の魔物（2016年）                                       |
| 212                                         | メヰ/mewi                                          | ファイナリスト                                | |
| 213                                         | メイソン                                           | ファイナリスト                                | モノクロテレビジョン（2020年 - ） |
| 219                                         | 山﨑朱真                                           | ファイナリスト                                | |
| 221                                         | ヤマト・モモ                                       | ファイナリスト                                | |
| 222                                         | yuna                                               | ファイナリスト                                | |
| 223                                         | 遊上なばな                                         | ファイナリスト                                | |
| 226                                         | ゆずちの                                           | ファイナリスト                                | |
| 227                                         | 柚葉まなり                                         | ファイナリスト                                | |
| 228                                         | ュピ                                               | ファイナリスト                                | |
| 229                                         | ゆゆ崎                                             | ファイナリスト                                | |
| 232                                         | 吉田華                                             | ファイナリスト                                | |
| 233                                         | よはせつ子                                         | ファイナリスト                                | |
| 239                                         | りなんきー                                         | ファイナリスト                                | |
| 240                                         | 凛茶魔                                             | ファイナリスト                                | 「凛」名義で活動。偶想Drop（2017年）、爆裂女子-BURST GIRL-（2018年 - 2021年）                                                                          |
| 241                                         | 凛麻緒                                             | ファイナリスト                                | 復活戦でファイナリスト進出 |
| 242                                         | ルカ                                               | ファイナリスト                                | |
| 244                                         | ルセーロ                                           | ファイナリスト                                | |
| 245                                         | レーメーリノ                                       | ファイナリスト                                | |
| 247                                         | 03（れみ）                                         | ファイナリスト                                | |
| 255                                         | 雨宮さらさ                                         | ファイナリスト                                | 復活戦によりセミファイナル進出 |
| 256                                         | エナ                                               | ファイナリスト                                | 復活戦によりセミファイナル、ファイナル進出 |
| 258                                         | 月森楓                                             | ファイナリスト                                | 復活戦によりセミファイナル進出 |
| 259                                         | 百瀬ゆれ                                           | ファイナリスト                                | 復活戦によりセミファイナル進出 |
| 3                                           | 青山こはる                                         | セミファイナリスト                            | |
| 4                                           | 赤羽海杏                                           | セミファイナリスト                            | 限界RABBIT（2021年 -） |
| 6                                           | あき                                               | セミファイナリスト                            | |
| 9                                           | 秋桜子                                             | セミファイナリスト                            | みづうみ（2018年 - ） |
| 10                                          | 明香琴子                                           | セミファイナリスト                            | |
| 15                                          | 天國深昼                                           | セミファイナリスト                            | |
| 19                                          | あや                                               | セミファイナリスト                            | |
| 21                                          | あやね                                             | セミファイナリスト                            | |
| 33                                          | 上塚千映子                                         | セミファイナリスト                            | |
| 34                                          | ウマシカて                                         | セミファイナリスト                            | フクダチナツ、てざわり、おさかなの3人組バンド |
| 44                                          | 奥田彩友                                           | セミファイナリスト                            | IDOLATER（2019年4月 - 2023年10月）、KAWAII LAB. MATES（2023年11月 - 2024年1月）、SWEET STEADY（2024年1月 - ）                                          |
| 51                                          | 楓。                                               | セミファイナリスト                            | |
| 53                                          | 片原恵麻                                           | セミファイナリスト                            | |
| 59                                          | 帰還さえちゃん                                     | セミファイナリスト                            | ミスiD2021セミファイナリスト |
| 61                                          | 刻時百花                                           | セミファイナリスト                            | |
| 66                                          | 久遠ねおん                                         | セミファイナリスト                            | link laze（2020年 - 2021年） |
| 74                                          | 小島 猫                                            | セミファイナリスト                            | |
| 76                                          | 衣谷沙                                             | セミファイナリスト                            | |
| 77                                          | こんじゅり                                         | セミファイナリスト                            | |
| 79                                          | 佐倉くるみ                                         | セミファイナリスト                            | OTHE11O（2021年 - ） |
| 81                                          | 佐々木奏                                           | セミファイナリスト                            | |
| 82                                          | 佐々木菫                                           | セミファイナリスト                            | |
| 86                                          | 真田うるは                                         | セミファイナリスト                            | |
| 87                                          | さよならレディ                                     | セミファイナリスト                            | |
| 93                                          | 四宮繭                                             | セミファイナリスト                            | |
| 95                                          | シマ                                               | セミファイナリスト                            | |
| 99                                          | しらい                                             | セミファイナリスト                            | |
| 100                                         | 白石うらん                                         | セミファイナリスト                            | ふぇありーているず!（2019年2月 - ） |
| 102                                         | シリン                                             | セミファイナリスト                            | |
| 104                                         | シン・オカダ                                       | セミファイナリスト                            | |
| 113                                         | 澄寧白秋                                           | セミファイナリスト                            | |
| 120                                         | 田山せかい                                         | セミファイナリスト                            | choice?（2014年 - 2016年）、Q-Pitch（2016年 - 2020年）                                                                                                 |
| 123                                         | ちゃんぽん                                         | セミファイナリスト                            | |
| 124                                         | つぉいまりる。                                     | セミファイナリスト                            | |
| 127                                         | ツジ・ルイス                                       | セミファイナリスト                            | ミスSPA!グランプリ（2021年） |
| 128                                         | 津々楽いちは                                       | セミファイナリスト                            | ふぇありーているず!（2019年 - ） |
| 130                                         | Tnaka                                              | セミファイナリスト                            | marble≠marble（2014年 - ） |
| 133                                         | 兎馬フィグ                                         | セミファイナリスト                            | おやすみホログラム（2021年 - ） |
| 134                                         | とるを                                             | セミファイナリスト                            | |
| 135                                         | 中里亜美                                           | セミファイナリスト                            | |
| 138                                         | ナツキ                                             | セミファイナリスト                            | |
| 139                                         | ななせ                                             | セミファイナリスト                            | |
| 149                                         | 灰色兎                                             | セミファイナリスト                            | |
| 150                                         | 羽宮志波                                           | セミファイナリスト                            | |
| 152                                         | 花澤里都夢                                         | セミファイナリスト                            | |
| 156                                         | はやて                                             | セミファイナリスト                            | |
| 169                                         | ふみもとこ 其の屋。                                | セミファイナリスト                            | |
| 170                                         | ぷ倫                                               | セミファイナリスト                            | |
| 171                                         | ポイズン童貞                                       | セミファイナリスト                            | |
| 174                                         | 星つばき                                           | セミファイナリスト                            | ハートの心電図（2021年 - ） |
| 181                                         | 松岡光来                                           | セミファイナリスト                            | OTHE11O（2021年 - ） |
| 183                                         | ママアイドルらむ                                   | セミファイナリスト                            | |
| 184                                         | 茉宮なぎ                                           | セミファイナリスト                            | ミスiD2021セミファイナリスト |
| 192                                         | 水嶋ミナ                                           | セミファイナリスト                            | |
| 207                                         | みるきーうぇい                                     | セミファイナリスト                            | |
| 214                                         | めも                                               | セミファイナリスト                            | |
| 215                                         | 望月日生                                           | セミファイナリスト                            | |
| 216                                         | 桃羽あいり                                         | セミファイナリスト                            | ange mignon→Ever!BE 迷わないっっ!!（2019年5月 - 2021年10月）、LONDON BLUE （2019年8月 - 2020年9月）、恋情アークライト（「蒼空あいり」、2021年12月 - ） |
| 218                                         | やまおか                                           | セミファイナリスト                            | |
| 220                                         | 山田我孫子                                         | セミファイナリスト                            | |
| 224                                         | YUCALI/古都梨衣子                                  | セミファイナリスト                            | |
| 225                                         | ゆきの                                             | セミファイナリスト                            | 穂の国娘。ぐるめいど隊、gurumaid=tiara/ぐるティア（2015年 - 2021年）                                                                                   |
| 231                                         | 百合                                               | セミファイナリスト                            | |
| 234                                         | よもぎ                                             | セミファイナリスト                            | |
| 235                                         | よる                                               | セミファイナリスト                            | |
| 243                                         | ルキ/ひとり動物園                                  | セミファイナリスト                            | |
| 246                                         | れの                                               | セミファイナリスト                            | |
| 248                                         | 若葉のの                                           | セミファイナリスト                            | 衛星とカラテア（2021年 - ） |
| 252                                         | 日向七瀬                                           | セミファイナリスト                            | 復活戦によりセミファイナル進出 |
| 254                                         | 朝火夜                                             | セミファイナリスト                            | 復活戦によりセミファイナル進出 ミスiD2021セミファイナリスト（「朝日夜」）                                                                              |
| 257                                         | しろいろ                                           | セミファイナリスト                            | 復活戦によりセミファイナル進出 |
| 260                                         | んなつぴなつ                                       | セミファイナリスト                            | 復活戦によりセミファイナル進出 「なつぴなつ」名義で活動。学歴の暴力（2021年 - ）、きゅんとくる（2021年 - ）                                            |

- 通算10回目の区切りが付いたことと、本企画開始の引き金となったミスマガジンが復活し定着していったこともあってか、2022年は初めてミスiDの開催が見送られた。2024年12月時点においても新規の募集アナウンスがされていないことから、この年が現時点で最後のミスiD開催となっている。
- 2023年11月1日よりこれまでのミスiD公式サイト（https://miss-id.jp）を「ミスiDクラブ」内に移動、翌2024年に入り「3月中を目処にオープンする」と告知したまま更新が途絶えている。

## イベント

### ミスiDフェス
2014年12月27日に「Miss iD フェスティバル’14 〜すべての女の子はアイドル、だといいな。〜」と題したイベントを企画・開催した。
当日は中田クルミがDJを務めたり、岸田メルや竹中夏海が携わる虹のコンキスタドールがライブパフォーマンスで出演、さらに東佳苗監修で縷縷夢兎のファッションショーを行うなど審査員や関係者も企画に携わり、歴代ミスiDファイナリストらが勢ぞろいした。黒宮れいのBRATS、深海誉の閃光プラネタゲート、篠崎こころのプティパなど、グループアイドルのメンバーは所属グループでのライブパフォーマンスを行ったほか、当日のみのスペシャルユニットも見られた。

### ミスiDフェス2020 ー卒業式ー
2019年11月23日、講談社本館6階講堂にてミスiDフェス2020を開催。ミスiD2020授賞式を兼ねた音楽ライブとなる。総合司会は石橋哲也、町田彩夏。特別ゲストとして過去のグランプリ受賞者である蒼波純、中井友望が出演。また、ミスiD2018グランプリの兎遊、ミスiD2019の頓知気さきなが所属する青春高校アイドル部(オープニングアクト)の他、歴代ミスiD出身者たちによるゲストライブが行われた。

## 番組

### ネットテレビ
- ミスiDゴールド（2015年1月23日 - 10月23日、LoGiRL）

### ラジオ
- CheerUp Miss iD　第1クール（2016年9月 - 11月、ソラトニワ原宿）MC：SHO-NO、natsuki、門米ゆうか
- CheerUp Miss iD　第2クール（2017年1月8日 - 3月27日、ソラトニワ原宿）MC：麻倉ひな子、日乃まそら、yAmmy[48]
- CheerUp Miss iD　第3クール（2017年4月9日 - 6月19日、ソラトニワ原宿）MC：SHO-NO、日乃まそら、yAmmy
- CHEERZスペシャル! Cheer Up! ねくすとじぇねれーしょん＆Miss iD合同最終回（2017年6月26日、ソラトニワラジオ）MC：SHO-NO、日乃まそら、猫上まゆ、石川陽菜、てらちん
- Cheer Up!Miss iDねくすと!（2017年7月9日 - 9月24日、ソラトニワ原宿）MC：南琴里、丸山莉南、佐藤りな、えまもゆ[49]
- Cheer Up！Miss iD（神）（2017年10月1日 - 12月10日、ソラトニワ原宿）MC：SHO-NO、麻倉ひな子、クリスタルのの

## 作品

### 写真集
- 「さよなら、ユースフルデイズ ミスiD2015公式写真集」（3時0時、2015年6月19日発売）ISBN 978-4-9908346-0-9
撮影 青山裕企
モデル 新井希美、金子理江、黒宮れい、筒井のどか、中嶋春陽、堀越千史、マーシュ彩、桃香、山田愛奈、来夢

- 「わたしだけがいない世界。（ミスiD公式フォトブック）」（メタブレーン、2016年7月1日発売） ISBN 978-4-905239-49-9
撮影 青山裕企
モデル 保紫萌香、一ノ瀬みか、弓ライカ、すみれ、ロカ、長澤茉里奈、藤野有理、愛美奈デュジャン、南菜生、大望、瀬戸悠木、林家つる子、VIENNA、菅本裕子